# Wayana
Le peuple Wayana est l'un des six peuples amérindiens vivant en Guyane, sur les rives du fleuve Maroni et de la rivière Tampok. Ces Amérindiens, originaires du sud de l'actuelle Guyane, autrefois aussi appelés Roucouyennes, vivent au bord de l'eau en communautés villageoises. 
En 1980, on comptait environ 1 500 Wayanas, dont 150 au Brésil parmi les Aparai, 400 au Suriname et environ 1 000 en Guyane française, le long du fleuve Maroni. En 2010, la population totale Wayana était estimée à 2 087 personnes. On estime que 1 740 personnes parlent leur langue maternelle.

## Histoire

### XVIIIesiècle
Selon l'ethnologue français contemporain Éric Navet, l'ethnie karib des Wayana commence, dès 1760, à déborder sur le versant des monts Tumuc-Humac, en Guyane française, guerroyant contre l'ethnie Wayãpi du groupe Tupi-Guarani, originaire du bas Rio Xingu, alors en migration vers le nord.

### XIXesiècle
Une fois la paix conclue avec les Wayãpi par des intermariages, les Wayana, alors évalués en 1890 au nombre de 1 500 individus, devinrent « peu à peu le maillon central d'un grand réseau commercial ». Le centre de la Guyane est encore en pleine phase d'exploration

### XXesiècle

#### Années d'après-guerres
Les Wayana ne sont plus alors évalués qu'à moins de 500 individus vers 1950.

#### Années 1980
Selon le recensement de l'Institut national de la statistique et des études économiques (Insee) de 1982, répartie en trois sous-groupes dépendant de trois administrations différentes, Brésil, Surinam et Guyane française, la population totale des Wayana serait de 970 individus dont 550 individus résidant dans dix communautés sur la rive française de l'Itany.

## Langue et culture

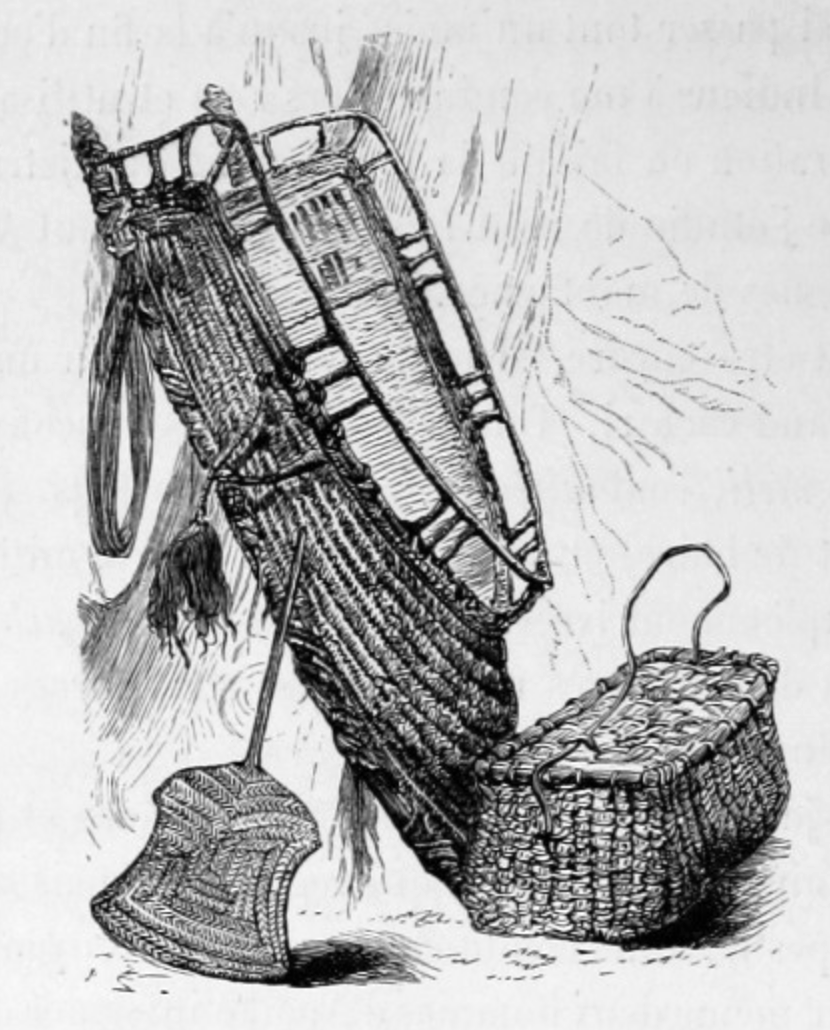
Les Wayanas étaient connus pour leurs vanneries, variées et complexes,. Ici : paniers tressés roucouyennes (wayanas) et un éventail tressé vers 1880.

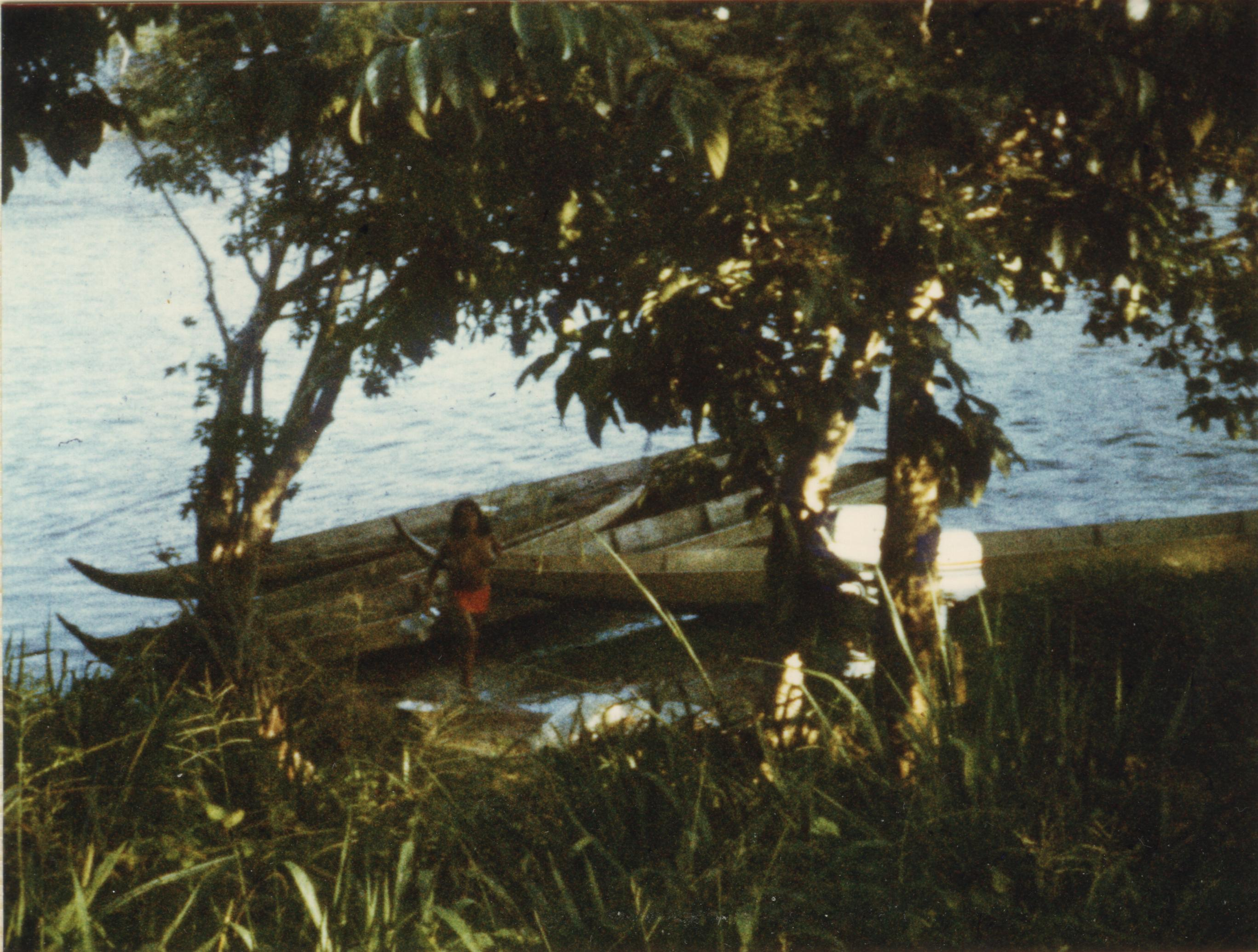
Pirogues wayana, 1979.

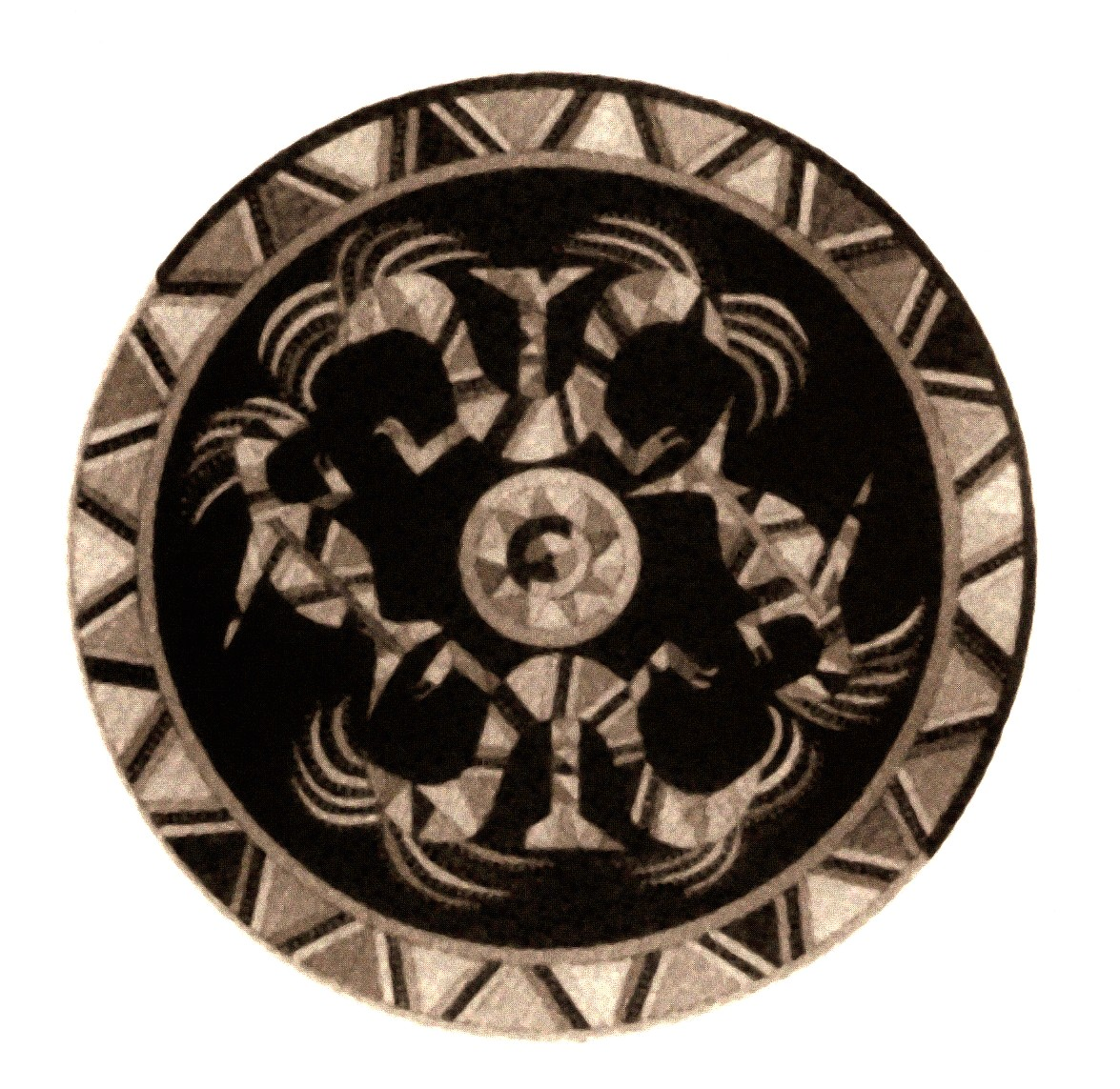
Maluwana, un ciel de case Wayana.

### Habitat
Peuple caribe, comme les Kali'nas, les Wayanas habitent une vaste zone frontalière entre le Brésil, le Surinam et la Guyane française. En Guyane, ils vivent sur le Litany (Aletani), nom donné à la partie du Maroni en amont de Maripasoula. Les Wayanas partagent leur territoire socioculturel avec les Apalaï, aussi Caribe. Ceux-ci sont moins d'une cinquantaine d'individus en Guyane. Ils vivent dans la commune de Maripasoula entre le bourg de Maripasoula et le village Pidima.
Autrefois, les villages réunissaient 20 à 30 personnes, le long des grands cours d’eau. Ils changeaient de lieu environ tous les sept ans, guidés par les anciens. Aujourd’hui, les Wayanas se sédentarisent et les villages atteignent ou dépassent les 100 personnes. Quelques maisons avec murs, sur pilotis sont apparues, mais la plupart sont des habitats légers de type carbet.
Les Wayanas ont toujours été en relation avec les populations du Brésil. Ils vivaient sur le Jari (actuellement abandonné) et vivent encore sur le Paru de l’Este et ont longtemps vécu « de part et d’autre de la ligne de partage des eaux, entre les affluents de l’Amazone et du Maroni ». Selon un travail récent de cartographie participative les Wayana de Guyane se sont déplacés depuis les Tumuc-Humac au bas-Litani dans un contexte marqué à la fois par des guerres interethniques et par la colonisation, et selon la mémoire commune d'attaques de monstres aquatiques (le tulupele) qui, selon Fleury et al. (2016) symbolisent les dangers cachés des fleuves et rivières de leur environnement.

Au Brésil, le territoire des Wayana se situe à l'intérieur du Parque Indígena do Tumucumaque et de la Terre Indigène du Parou de Leste, sous l’égide de la Fondation nationale de l’Indien (FUNAI). Au Suriname, le groupe se trouve sur le Haut-Tapanahony, et sur le fleuve Maroni entre le Suriname et la Guyane française. Au Brésil et au Suriname, ils sont encadrés par des missionnaires protestants évangéliques américains et aujourd'hui par des missionnaires wayanas du Suriname.

### Alimentation et mode de vie
Certains Wayanas ont délaissé la pêche et la chasse traditionnelle. L’arc a été remplacé par le fusil, et l’hameçon est apparu, de même que les filets synthétiques, mais ils restent nombreux à être fidèles aux valeurs traditionnelles.
Les Wayanas sont traditionnellement de grands consommateurs de poisson, pêché plusieurs fois par jour à l'hameçon, à l'épervier (filet), au harpon, à l'arc ou à la nivrée, c’est-à-dire à l'aide de poisons végétaux (roténone) introduits dans des zones lentiques facilitant la capture des poissons. Dès l'âge de 5 ou 6 ans, les enfants apprennent à pêcher les espèces disponibles, au gré des saisons. Ils acquièrent très vite une bonne connaissance du fleuve, de ses abords et de ses dangers.
La chasse de subsistance était pratiquée une à plusieurs fois dans la semaine (voire moins souvent). Comme la cueillette, elle amène quelques compléments alimentaires. Il faut chasser de plus en plus loin autour des villages pour trouver du gibier, souvent en concurrence avec des chasseurs professionnels ou des orpailleurs à la recherche de « viande de bois » (équivalent forestier de la « viande de brousse ». De plus, ce département est le seul de France où la réglementation est quasi inexistante : « l’article L. 420-4 du Code de l'environnement prévoit que la partie chasse du même code n’y est pas applicable (à l’exception des articles L. 421-1 et L. 428-24 relatifs à l’ONCFS) ». en outre, la viande peut être contaminée par la grenaille de plomb (toxique et alors source de saturnisme direct ou indirect (via le saturnisme animal), pendant que le poisson est, lui, de plus en plus pollué par le mercure des chercheurs d'or. Depuis 2006, les ORGFH sont le cadre réglementaire, soutenu par des arrêtés préfectoraux réglementant le commerce des espèces non domestiques et par une liste d'espèces protégées.
En complément de la ration protéique, le manioc est le féculent qui jouait le rôle central (fabrication du couac, de la cassave et de la bière traditionnelle), puis le riz (cultivé par d'autres ethnies ou acheté aux commerçants) est aussi apparu.
Une partie des ressources vient des achats ou échanges divers et d'aides de l'administration (comme le RMI).
Les femmes créent parures et bijoux et elles ornent les poteries et objets du quotidien, ou à valeur plus rituelle, de motifs ancestraux transmis – comme les techniques – de génération en génération. C'est devenu une source de revenu.

### Rituel du Maraké
Le rituel d'initiation connu sous le nom de Maraké (eputop) est une des grandes cérémonies des Apalaï et des Wayanas. C’est un moment clé de l’initiation qui règle le passage de l’enfance à l’âge adulte, avec des chants rituels de la catégorie Kalawu. Lors de ce rite, les postulants tëpijem filles et garçons reçoivent des applications d'insectes hyménoptères venimeux sur leur corps On frôlait la peau du corps de l’initié d’un « counana » (kunana), une vannerie carrée pour les filles et une vannerie zoomorphe (en forme d’animal, poisson, oiseau ou animal mythique) pour les garçons. Elle est ornée de plumes colorées, dont une partie centrale est tissée de manière à pouvoir y emprisonner des fourmis (ilak), dont la piqûre est très douloureuse, ou des guêpes (okomë). Les adolescents en cours d’initiation, encouragés par les familles devaient supporter la douleur sans gémir.
Une technique assez proche consiste à porter l’objet comme une cuirasse immunisante durant plusieurs heures. Après la séance, le porteur était réputé immunisé contre les blessures par flèche.
Le Maraké a fait l'objet d'une inscription à l'inventaire du patrimoine immatériel de la France par le ministère de la Culture en 2011, qui a demandé son inscription sur la liste du patrimoine mondial de l’Unesco, au titre du Patrimoine culturel immatériel. Sa proclamation a été reportée afin de tenir compte de la zone transfrontalière. Le dossier sera représenté plus tard.

### Projet SAWA
Un projet collaboratif baptisé SAWA (acronyme de Savoirs autochtones wayana-apalaï) a été lancé par les Wayana, relatif à la conservation, redécouverte et valorisation des savoirs et savoir-faire Wayana d’autrefois. Mis en œuvre à partir de 2016, il a permis de commencer à réanalyser les objets, récits, témoignages et chants collectés par les anthropologues et conservés en métropole, et permettre aux jeunes Wananas d'avoir accès à cette mémoire archivée dans les musées et institutions en France métropolitaine.
Dans ce cadre, un portail numérique trilingue, dit WATAU, a été préfiguré, avant même que l'Internet soit disponible pour les amérindiens éloigné des grandes villes en Guyane. Cette démarche intègre « une réflexion sur les pratiques de restitution et leur incidence sur la transmission des savoirs « traditionnels », ainsi que sur les modalités d’appropriation des nouveaux outils et technologies de médiation dans les communautés autochtones. Son originalité est d’accorder un rôle central aux populations sources en créant les conditions de participation active d’une équipe wayana-apalaï, notamment à la conception du principal outil de restitution, le portail WATAU ».

## Mythes et choc des cultures

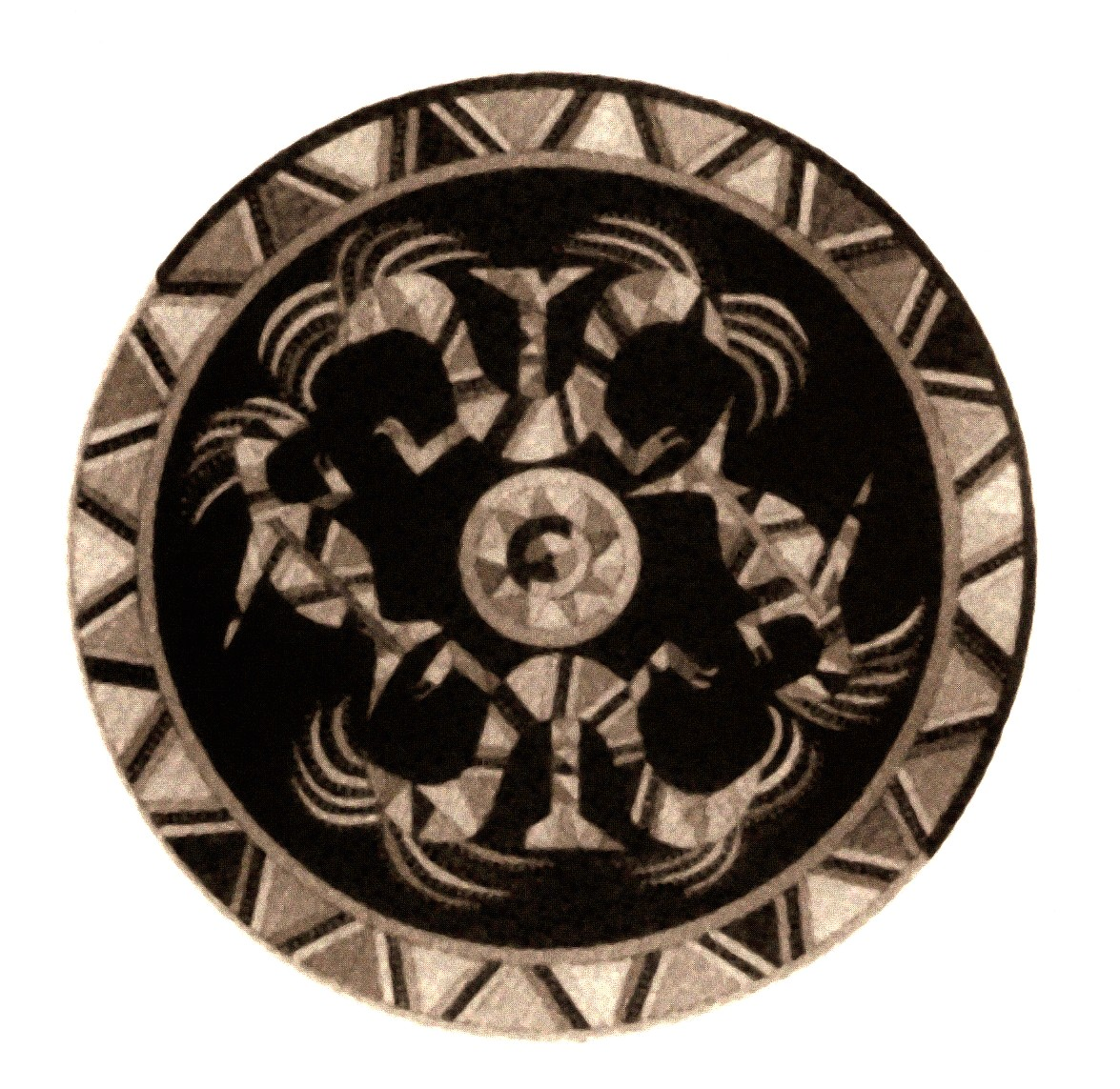
Maluwana: Iconographie wayana ; Exemple de figures zoomorphes.

Les Wayanas, comme toutes les communautés, ont un corpus de mythes fondateurs, des récits animaliers, d'histoires familiale et de groupe, ainsi qu'une symbolique propre traduite par des motifs particuliers sur les objets rituels ou du quotidien. La culture Wayana est notamment caractérisée par des figures zoomorphes très particulières (également présentes chez les des Apalais). Selon Aïmawalé Opposa, qui, en Guyane Près de Talweg est l’un des derniers peintres de ciels de case, ces figures (ex. photo ci-jointe) sont des motifs traditionnels des Wayanas notamment appliquées sur les ciels de case. Le ciel de case ou maluwana est un plateau de bois taillé dans un morceau de contrefort de fromager (ceiba pentandra) rond, enchassé sous la couverture de feuillage, au sommet d'un poteau supportant le faîte du tukusipan (carbet] communautaire où se déroulent les réunions publiques, les fête et le maraké). Le plateau de bois est poli, et noirci au feu et enduit de sève d'Apulukum, qui leur donne cet aspect vernissé et renforce leur étanchéité.. Il est orné de motifs zoomorphes peints, en couleur faites autrefois avec des pigments naturels, sur fond noir et aujourd'hui avec de la peinture acrylique qui offre des couleurs plus vives. Selon les Wayanas, ces motifs protègent la communauté vivant là, ainsi que le village, évoquant divers animaux [mythique jaguar à deux têtes, Apuweika ; tapir ; tamanoir (Walissime) ; oiseau/poule (kulasi) ; monstre-écureuil ; chenille urticante Tokokosi ou Elukë et animaux ou monstres aquatiques tel que poisson-animal esprit des eaux (Molokot) ; poisson ; grenouille (kuto-pipak) ; tortue ((Kuliputpe, la femme du Dieu Kuyuli, transformée en tortue aquatique)…] ; et parfois des personnages. Chaque motif évoque un mythe ou une légende,,,.
Les mythes et les histoires des Wayanas étaient aussi transmis de génération en génération par des chanteurs et grands narrateurs de récits mythiques. L'un des mieux connus, mort en 2001, était « Kuliyaman », dont une partie du savoir a été enregistrée par son fils Mataliwa ainsi que par l’anthropologue Jean Chapuis.
Selon les Wayanas, le monde est apparu dans une ère de transformation où tout pouvait se transformer en n’importe quoi d’autre. Les êtres vivants et minéraux que nous connaissons seraient alors apparus, créés par deux personnages mythiques, « Kuyuli », le Dieu suprême polymorphe et « Mopo », qui ont aussi créé les plantes, animaux, champignons, les montagnes, les mers et les fleuves et tout ce qui est sous le ciel et au-delà. Ce monde persiste, avec des choses cachées, accessibles aux seuls chamans.

### Ulinumtop eitoponpë uhpak: les guerres du passé
Après la création du monde actuel, les mythes racontent que les Wayanas se sont longuement battus entre clans.
La mémoire collective évoque la geste de Kailawa (Kailawa Eitoponpë) et l’histoire de Sikëpuli, deux héros mythiques qui ont précédé l’installation d’une ère de paix qui perdure encore entre les peuples de la région.

### Hemalë Eitop tom: les temps actuels
C'est une ère de troc entre ethnies qui a été marquée, selon le conteur Kuliyaman, par la rencontre avec les Occidentaux et les Alukus (marrons, peuples d’origine africaine descendants des esclaves amenés par les Européens qui se sont enfuis dans la jungle avant d’établir des villages le long du fleuve Maroni). C’est une époque d’étonnement et d'ouverture, mais aussi de bouleversement social, dramatique pour toutes les ethnies de la forêt qui seront décimées par les épidémies apportées par les nouveaux arrivants.
Les missionnaires chrétiens et protestants ont voulu apporter leur religion. Les administrations n'ont pas su adapter l'école et les dispensaires à des villages qui, pour des raisons culturelles et peut-être sanitaires, déménageaient environ tous les sept ans. L'orpaillage et le tourisme amènent de nouvelles populations à entrer en contact avec les Wayanas, qui peuvent ne pas disposer de l'immunité protectrice contre des microbes ou parasites nouveaux pour eux (la coqueluche tue encore des enfants non vaccinés), d'autant que le mercure peut affaiblir l'immunité naturelle.
Une désespérance et une solastalgie sont entretenues ou accrue par l'alcool, la violence, les menaces, les vols, viols et pillages qui accompagnent ou suivent souvent l'arrivée des chercheurs d'or. Elles sont, en plus du mercure qui souille les fleuves et pollue les poissons et la chaine alimentaire, sans doute une des causes des épidémies de suicide qui se développent chez les jeunes Wayanas depuis la fin des années 1990. En 2019, le taux de suicide est environ vingt fois plus élevé chez les Wayana qu'en France métropolitaine.

## Territoires
En France, un arrêté préfectoral français du 14 septembre 1970 a reconnu aux Amérindiens un territoire protégé au Sud de la Guyane.
Sur cette zone de 30 000 km2, soumise à autorisation par cet arrêté, vivent quatre ethnies amérindiennes : Wayana et Apalaï (caribe), Wayãpi et Teko (Tupi-Guarani). Théoriquement ce territoire est protégé, en réalité il fait toujours l'objet d'activités illégales, de recherche d'or notamment, et d'incursions de personnes non autorisées.
Les principaux villages guyanais wayana sont :
- Élahé (ou Malipahpan, sur le Tampok)
- Kayodé (sur le Tampok)
- Antécume-Pata (sur le Haut-Maroni)
- Taluhwen (sur le Haut-Maroni : 3° 22′ 54″ N, 54° 03′ 01″ O)
- Twenke (ou Kulumuli, sur le Haut-Maroni : 3° 23′ 01″ N, 54° 03′ 16″ O)

## Menaces
Comme les autres Amérindiens vivant à l'intérieur de la Guyane (Wayãpi, Emerillons/Tekos), les Wayanas sont constamment victimes des activités des orpailleurs clandestins brésiliens (empoisonnement au mercure, vols, menaces de mort, coups de feu). Leurs territoires du Haut-Maroni et une partie du bassin aval sont particulièrement touchés depuis les années 1990 par la recherche effrénée de l'or, souvent illégale et toujours très destructrice pour l'environnement. Entre 2000 et 2004, les associations de défense des populations amérindiennes ont recensé environ 10 000 travailleurs clandestins sur des camps d’orpaillage, trente barges flottantes sur le seul fleuve Approuague et douze camps d’orpaillage dans la réserve naturelle des Nouragues. Les bases scientifiques, les réserves naturelles ne sont pas épargnées (2 gardes tués en 2006).
- L'imprégnation mercurielle d'une grande partie des Wayanas et des Emerillons est scientifiquement avérée depuis vingt ans. De par leur nécessaire consommation de poisson, ces communautés sont encore plus exposées que les autres.
- Cette situation est dénoncée depuis les années 1990 au moins, par l'INSERM, l'InVS, le CIRAD et le CNRS et bien d'autres structures scientifiques, ainsi que par les ONG locales et mondiales et par la Fédération des organisations amérindiennes de Guyane (FOAG).
- La FOAG a déposé le 15 janvier 2001 au doyen des juges d'instruction du tribunal de grande instance de Cayenne une plainte collective au nom des communautés Wayanas et Émérillons des Villages Amérindiens du Haut-Maroni et du Tampoc. La plainte contre X a été déposée pour infraction aux articles 221-5, 221-6, 222-15, 223-1 et 223-6 du Code pénal français et tous autres crimes et délits qui pourraient apparaître en cours d'instruction.
- La conclusion de la vaste étude épidémiologique[19] publiée mi-2007 montre que la situation a fortement empiré en dix ans (de 1997 à 2006), et confirme que le risque augmente avec les années : sur le Haut Maroni des taux de 12,2 μg/g de cheveux ont été relevés chez la population amérindienne, contre 10,6 μg/g en 1997. Le taux d’adultes dépassant les concentrations en mercure de 10 μg/g (seuil de l’Organisation mondiale de la santé) est passé de 64 à 83 %, et il est passé chez les enfants de 50 à 54 %.

Mais les actions de l'État (police, gendarmerie, ONCFS, ONF, douanes, etc. n'ont pas mobilisé de moyens proportionnés à l'ampleur du problème et sont apparues tardivement. Elles n'ont pas eu de résultats mesurables sur la contamination générale des écosystèmes par le mercure. Le commerce légal ou illégal du mercure ne semblent pas non plus faire l'objet du contrôle qui serait justifié ne serait-ce qu'en raison de la toxicité de ce produit.

## Santé
Des problèmes neurologiques, intellectuels, des réflexes ostéotendineux accrus, un défaut de coordination des membres, une diminution des capacités visuospatiale, et parfois des malformations congénitales sont observés chez les Wayanas depuis plusieurs années, évoquant les troubles induits par le mercure, notamment observés à Minamata avant l'apparition de graves malformations chez les enfants et des troubles pouvant conduire à une mort particulièrement douloureuse (tétanie…).
Ces symptômes décrits par la population Wayana et Émerillon elles-mêmes correspondent à ceux qu'on peut attendre étant donné les taux de mercure mesurés dans leurs cheveux dès les années 1990 (11,7 µg/g pour les adultes et 14 µg/g pour les enfants (limite maximale OMS = 10 µg/g, limite jugée trop élevée par certains experts). Dans les années 1990 à 2004, certains villages Wayanas, 65 % des adultes et 80 % des enfants présentent une imprégnation au mercure supérieure à la norme de l’OMS, avec jusqu'à 27,2 µg. En moyenne, la population guyanaise non amérindienne connaît une concentration maximale de 3 µg/g de cheveux, légèrement plus élevée que la normale, mais très inférieure à celle des Wayanas.
Le Dr Cardoso a montré qu'en 2005, c'étaient 84 % des adultes Wayanas et Tekos qui présentent des concentrations en mercure dans les cheveux dépassant la barre de 10 µg/g fixée par l’OMS, contre 64 % lors de l’enquête de 1997. Et les enfants, les plus vulnérables au mercure, sont passés de 50 à 54 % au-dessus de 10 µg/g.
En 1998, l’Inserm avait déjà détecté les altérations du champ visuel, des troubles de la coordination et de la mobilité, typiques de l’intoxication mercurielle, chez les enfants. Les instituteurs constatent des troubles de la cognition; Ces signes laissent craindre des déficiences probablement irréversibles selon les études de référence (par exemple aux Îles Féroé chez des enfants intoxiqués à des taux équivalents).
Hormis quelques cas isolés éloignés des sites pollués par les chercheurs d’or, les Amérindiens du Haut-Maroni sont les Guyanais les plus contaminés par le mercure.

### Sources de mercure
Quatre poissons carnivores, hélas les plus faciles à pêcher sont les plus à risque : l’huluwi, l’aïmara, le mitala et le piraï, apportent à eux seuls 70 % du mercure de leur alimentation.
Trois sources de contamination des poissons :
- Le mercure oxydé stocké dans les sols est naturellement très présent en Guyane (huit fois plus en moyenne qu’en métropole). L’homme le libère essentiellement dans l'air et par la boue apportée aux fleuves du fait de l'utilisation des puissants jets d'eau sous pression des orpailleurs. La simple déforestation, le feu et les aménagements routiers sont aussi sources de libération importante de mercure dans l'environnement ;
- le mercure utilisé au début du XXe siècle pour amalgamer l’or au cours de la ruée ;
- Celui massivement utilisé depuis la reprise de cette activité dans les années 1990, grâce notamment à la publication des résultats d'étude des richesses du sous-sol par le BRGM.

### Médiatisation du problème
Le film « La Loi de la jungle, chronique d'une zone de non-droit » du documentaliste Philippe Lafaix a dénoncé le problème de l'orpaillage (parfois qualifié d'orpillage), mais malgré plus d'une centaine de projections publiques unanimement saluées par les spectateurs et bien qu'honoré par plusieurs récompenses importantes (dont prix du documentaire au Festival international du film d'environnement de Paris, et prix du meilleur film pour les droits de l'Homme au CinéEco au Portugal), il n'a été diffusé qu'une seule fois en France par une seule chaîne de télévision. Une version très compressée a été durant plusieurs années consultable sur Internet : elle est à nouveau accessible (voir liens externes).
Le documentaire Dirty Paradise du cinéaste Daniel Schweizer est un long métrage pour le cinéma qui raconte l'histoire des Wayana des années 1950 à aujourd'hui, avec des archives de l'expédition de Dominique Dabois et retrouve le petit Indien Parana plus de cinquante ans après. Ce documentaire montre les conséquences de l'orpaillage illégal pour ces Amérindiens. Le film a reçu le Grand Prix du FIFDH 2010, Festival International des Films sur les Droits Humains de Genève et le Prix de la meilleure image du C&Ciiff, Festival International du Film Interculturel 2010. En 2011 il a aussi reçu le Prix Allemand « Film für Eine Welt » du Nordrhein-Westphalen. Ce documentaire est sorti dans de nombreux festivals de cinéma, en salle de cinéma mais aussi à la Télévision Suisse Romande et sur la chaîne ARTE. Il est aussi consultable sur Internet et disponible en DVD.
L'inaction des pouvoirs publics est aussi dénoncée par Michel Onfray dans son essai Nager avec les piranhas (2017).
La série Guyane traite largement des  Wayanas victimes des orpailleurs.

### Solutions envisagées
Le principe pollueur-payeur, comme toute interdiction de l'orpaillage semblent politiquement et techniquement particulièrement difficiles à appliquer. Les opérations de police de type Anaconda ou Harpie n'ont qu'un succès provisoire, les orpailleurs étant prévenus par téléphone de l'arrivée des forces de l'ordre et revenant souvent peu après leur départ.
On a envisagé une certification de provenance, voire une campagne incitant à boycotter cet or, mais ces solutions semblent difficiles à envisager et les nombreuses campagnes de type pétition sont restées à ce jour sans effets durables sur le terrain.
La pollution mercurielle est durable, même si l’on arrêtait l’orpaillage. L'administration semble maintenant vouloir encourager les Indiens du fleuve à changer d’alimentation. L'InVs alerte sur l'importance de ne pas bouleverser l’équilibre nutritionnel traditionnel, sous peine de se retrouver avec des diabètes, des hypertensions et problèmes cardio-vasculaires, comme chez les Inuits au Québec ou dans d'autres populations autochtones ayant adopté des coutumes alimentaires de type occidental.
Un tel changement est également psychologiquement et culturellement très délicat, chez un peuple de pêcheurs.
Le Conseil des droits de l’homme de l'ONU a début juillet 2006 adopté la Déclaration des droits des peuples autochtones qui était en instance depuis plus de douze ans. Ce pourrait être un nouvel outil utile pour la défense des droits des Amérindiens à la santé et à un environnement préservé, droit également assuré par la constitution française.

## Aménagement durable
L'ouverture d'une transamazonienne est-ouest (RN2) qui coupe la Guyane sur 80 km (Axe Cayenne - Brésil) est le premier facteur de fragmentation écologique dans cette région qui était l'une des rares au monde à être épargnée, mais c'est aussi une invite de plus pour les touristes qui affluent à Saint-Georges-de-l'Oyapock, chasseurs professionnels et braconniers à remonter le fleuve pour se rendre en territoire en principe interdit depuis 1970 afin de protéger les Amérindiens Wayãpi et Tekos.
L'avion, l'hélicoptère, les pirogues métalliques à moteurs et le développement des quads, ainsi que l'apparition du GPS et du téléphone portable ou satellitaire ont facilité les intrusions de plus en plus fréquentes vers des zones autrefois difficilement accessibles.
Les nombreuses campagnes des ONG locales ou internationales n'ont pas suffi à faire cesser l'orpaillage ni à le réduire ou à le rendre propre (au regard du mercure qui pourrait en grande partie être récupéré).
André Cognat, français métropolitain d’origine, est intégré depuis 1961 dans un village Wayana qu'il a contribué à fonder : Antécume-Pata. Il fait partie de ceux qui ont médiatisé les difficultés que connaissent les Amérindiens, notamment par son livre J’ai choisi d’être indien, et par ses interventions dans plusieurs documentaires à caractère éducatif ou ethnographique.

### Réaction de l'administration
La préfecture a tardivement interdit l’utilisation du mercure (le 1er janvier 2006). Mais outre qu'elle n'est pas respectée par les orpailleurs clandestins, cette mesure sera sans effet sur le mercure déjà accumulé dans la chaîne alimentaire, ni sur le mercure libéré par l’érosion des sols.
Le mercure reste en vente libre au Suriname voisin, où l'orpaillage est également une source grave de problèmes de santé environnementale.

## Galerie
Photos de la vie au village Wayana d'Antécume-Pata en 1979 :

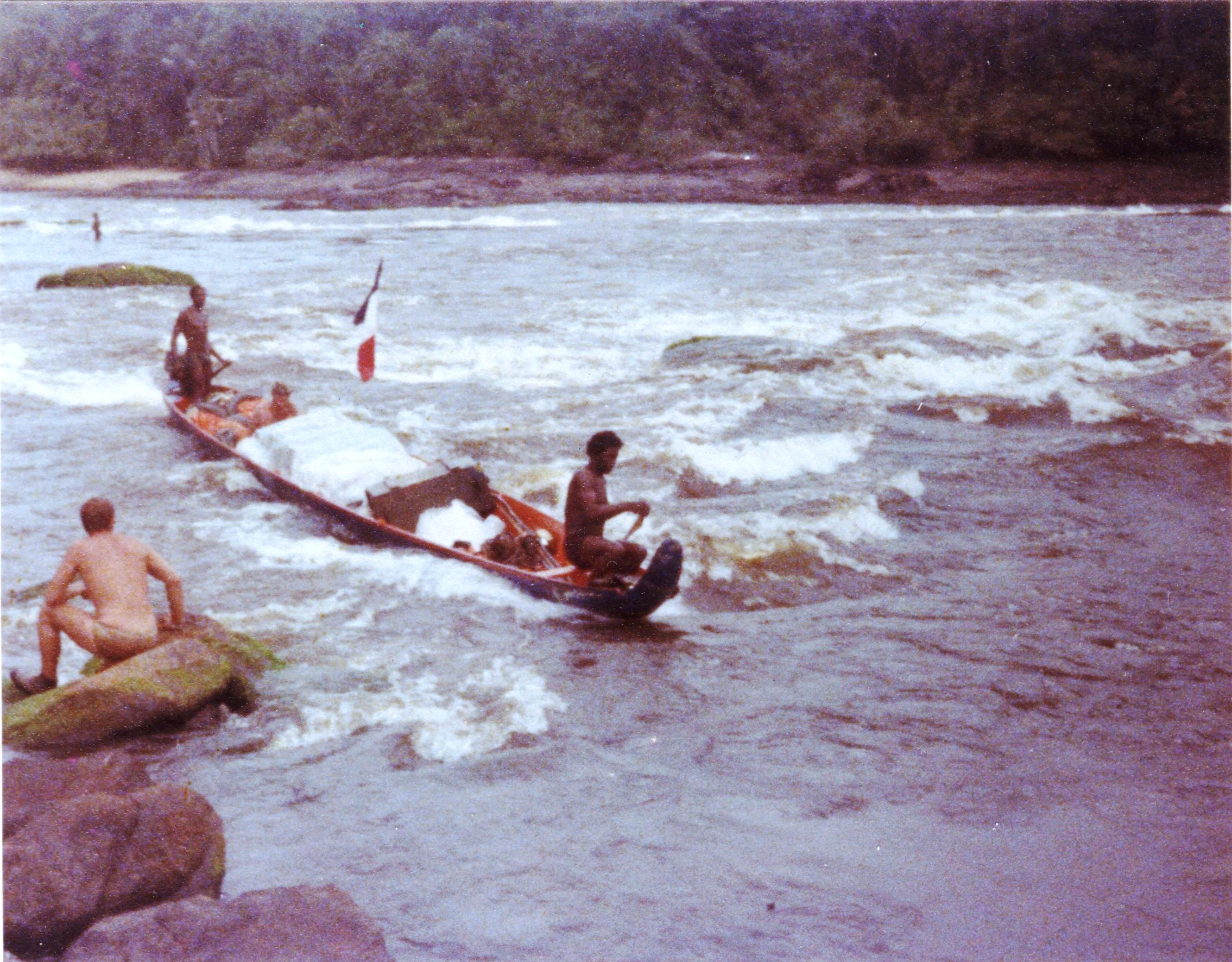
Franchissement d'un rapide
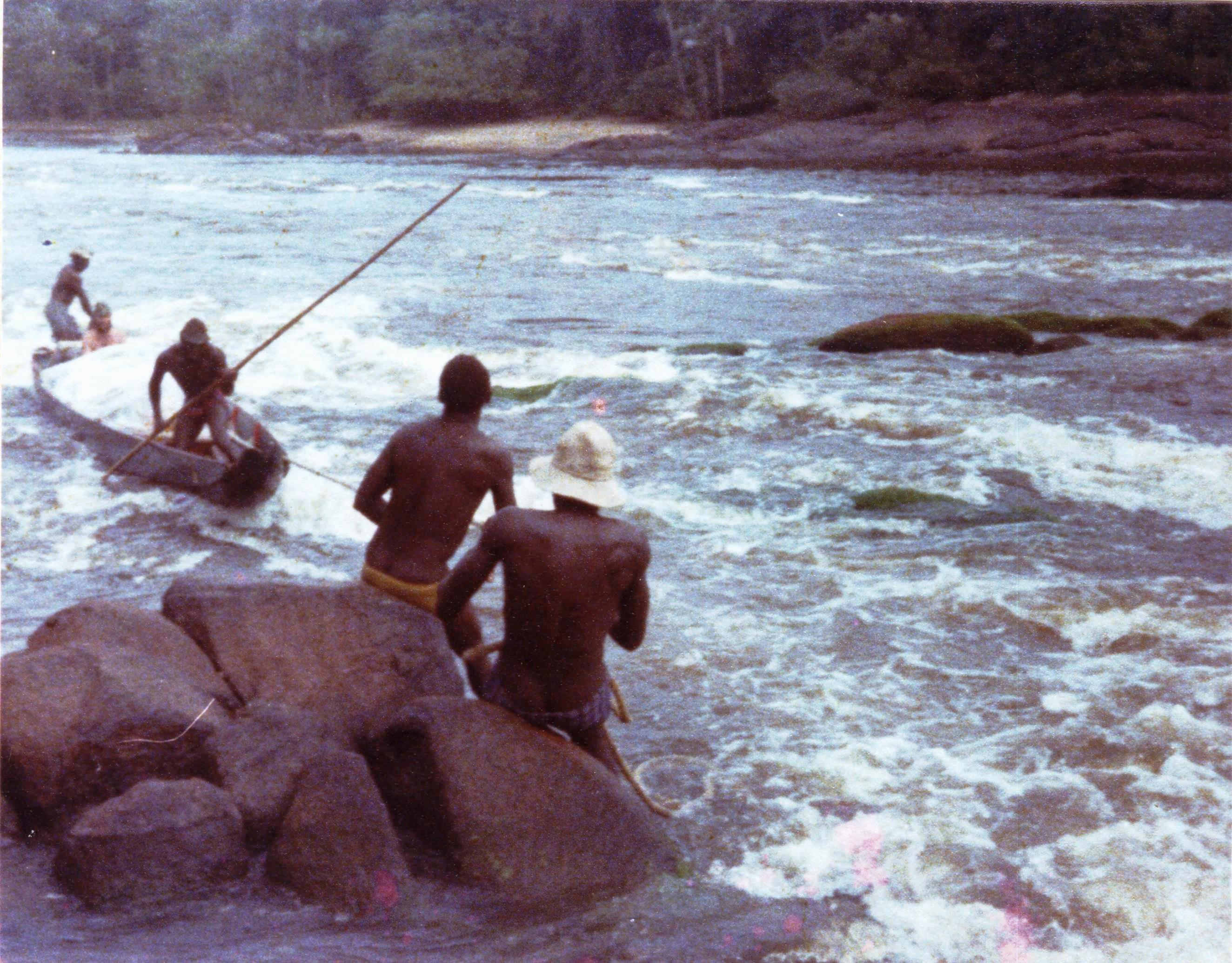
franchissement du Léssé Dédé (saut en aval de Grand-Santi, sur le Maroni)
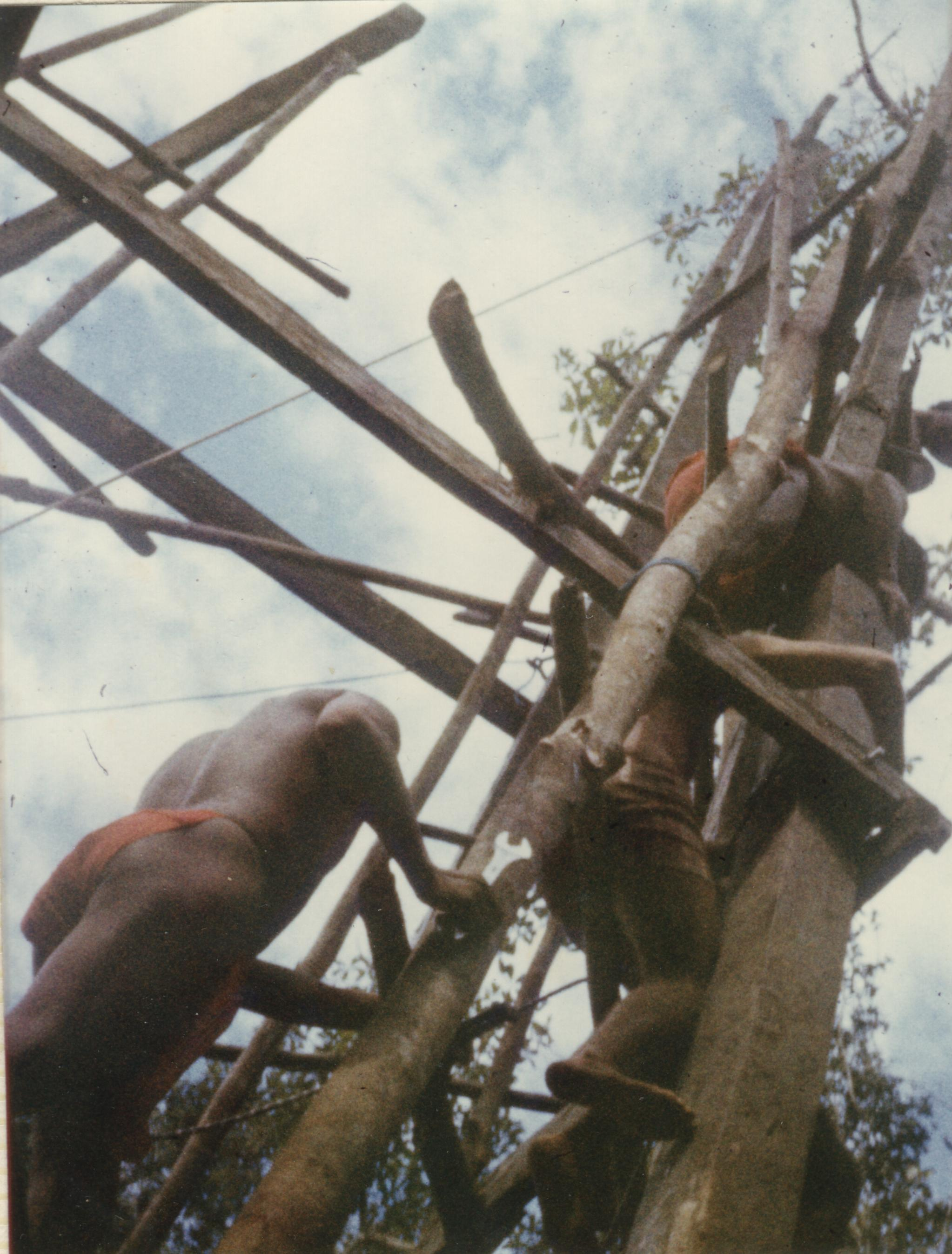
Construction d'un château d'eau à Antecume-Pata (village Wayana)
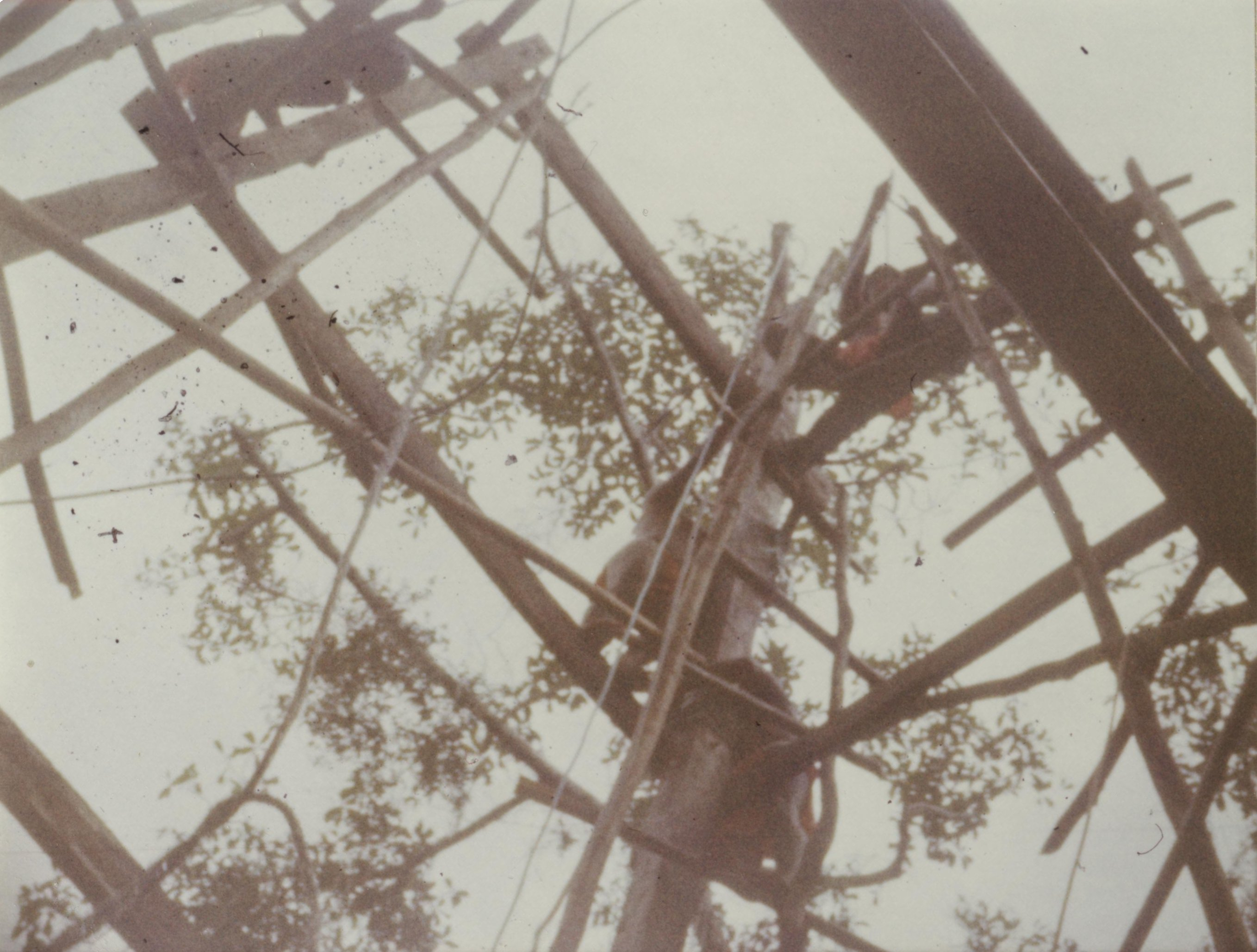
Il faudra huit jours de travaux aux soldats et aux amérindiens pour terminer la construction (12 m de haut)
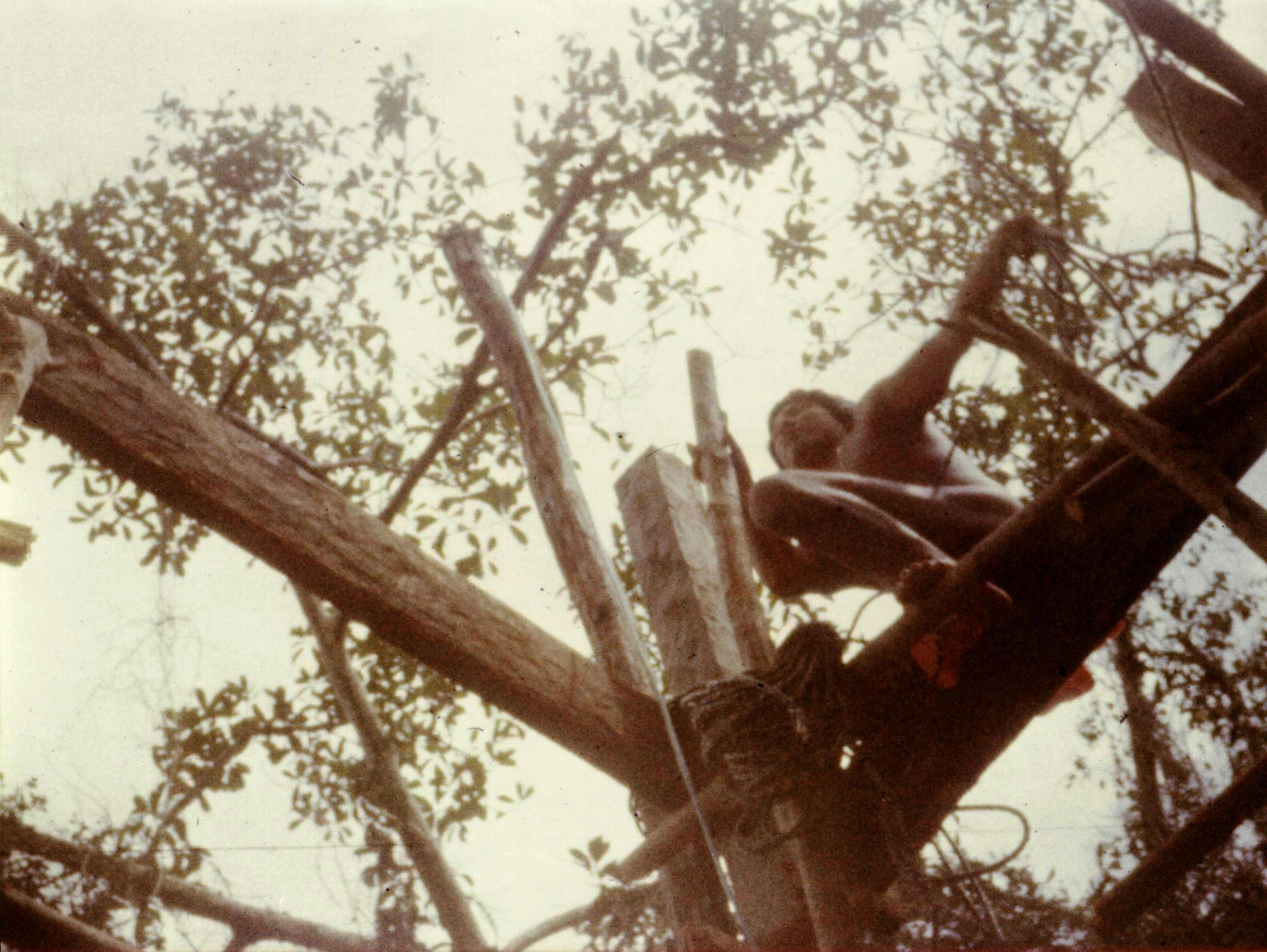
Les madriers sont en bois de wacapou (Vouacapoua americana)
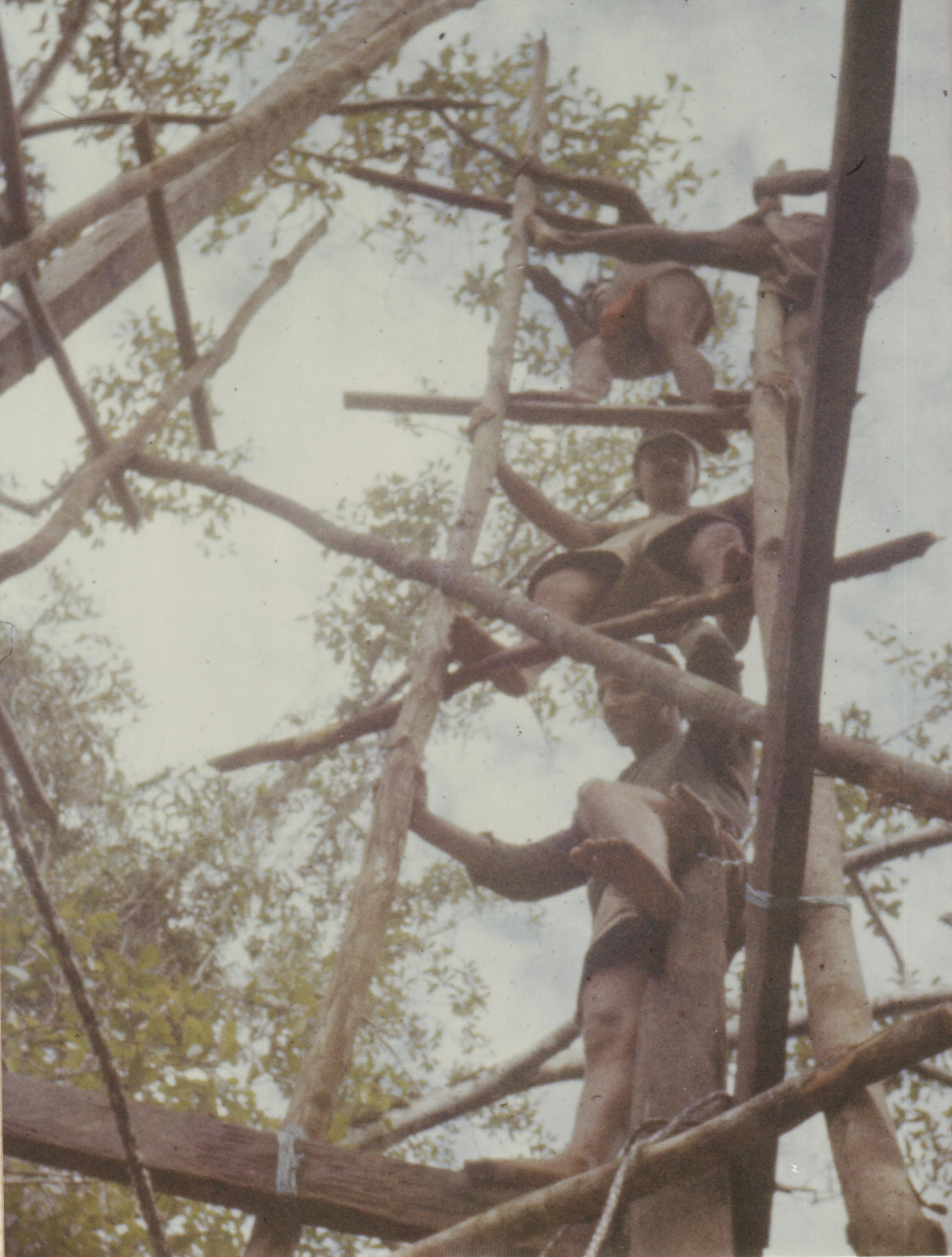
La structure supportera une citerne de 1 000 litres
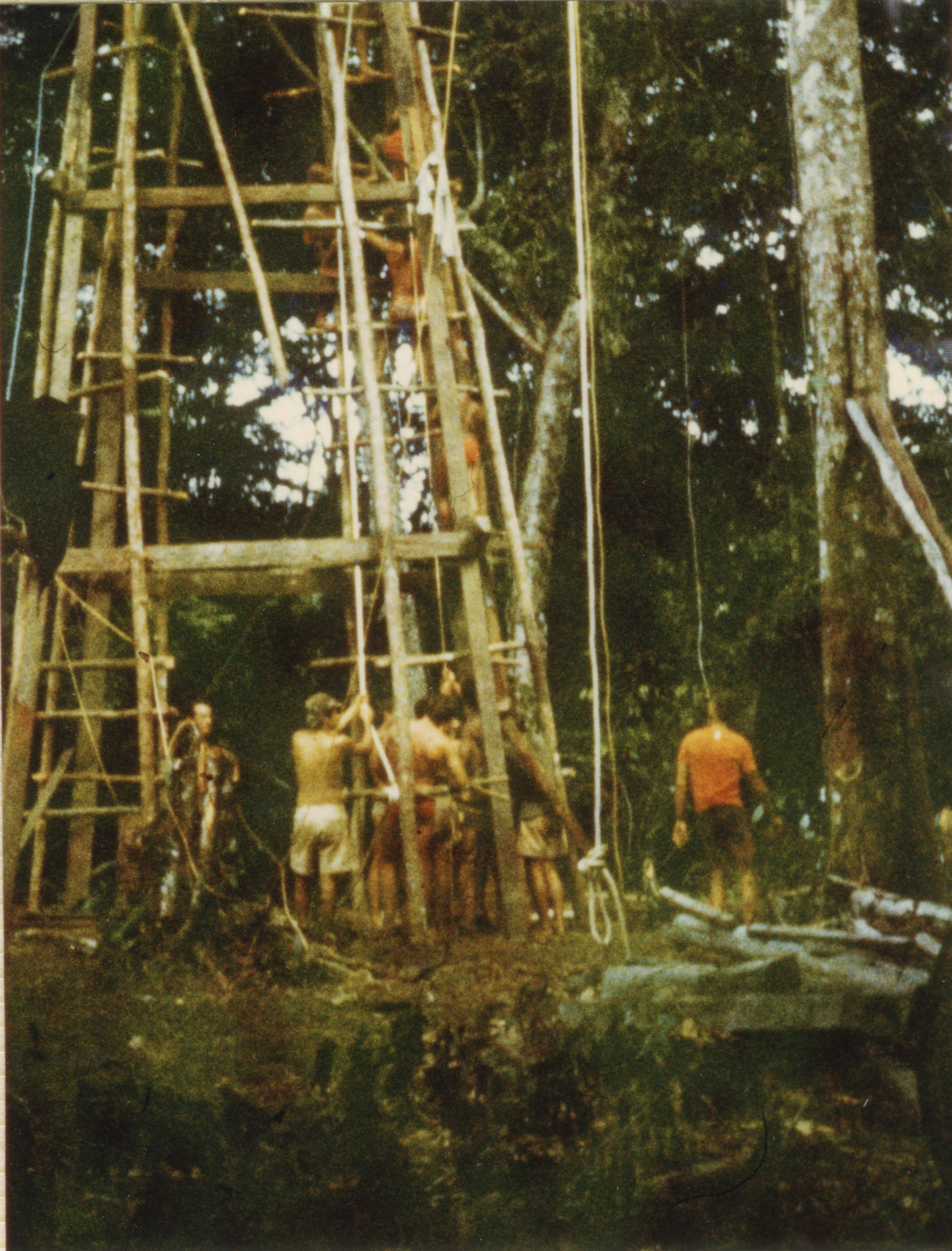
[Quoi ?]
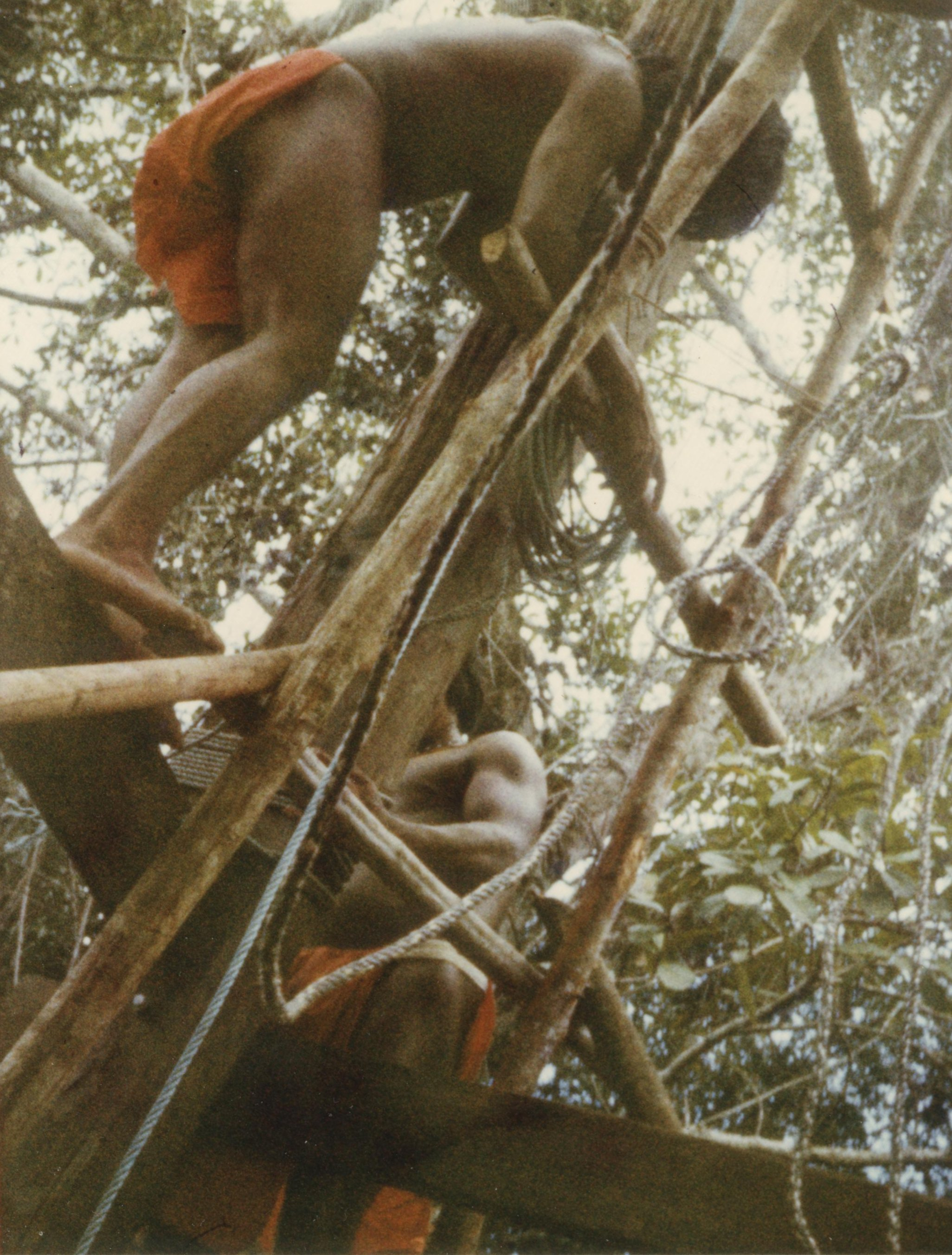
[Quoi ?]
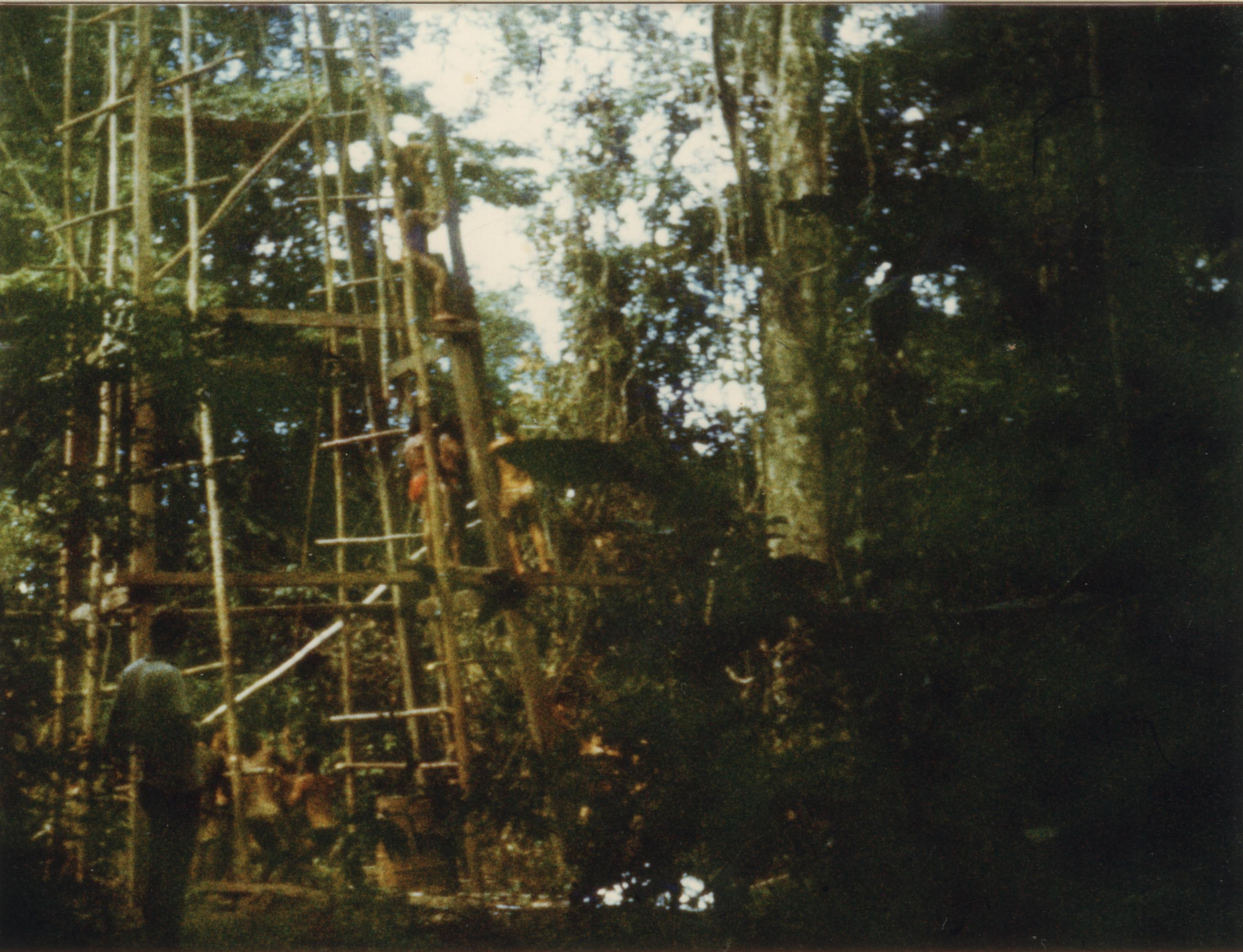
[Quoi ?]
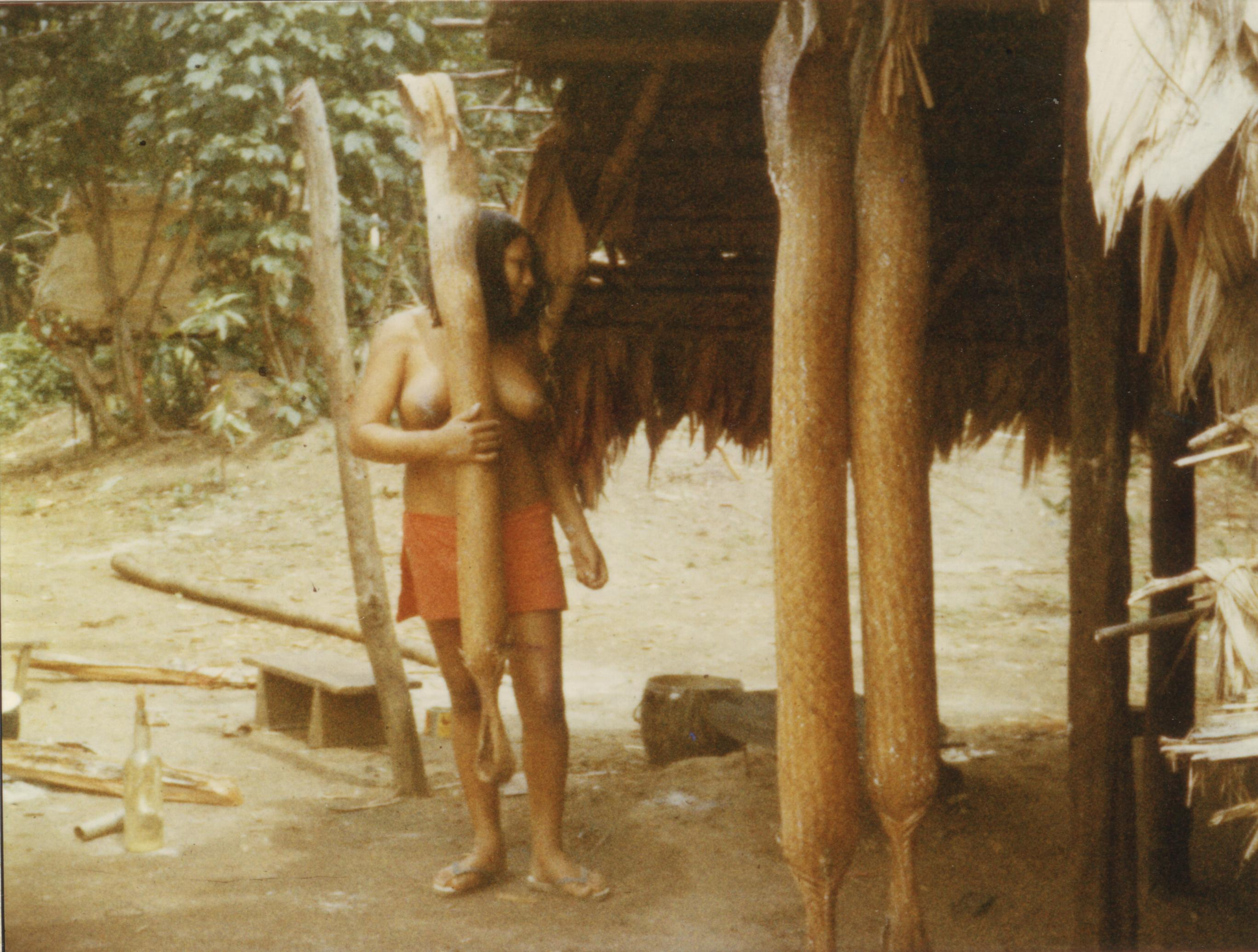
Le manioc sèche dans des vanneries.
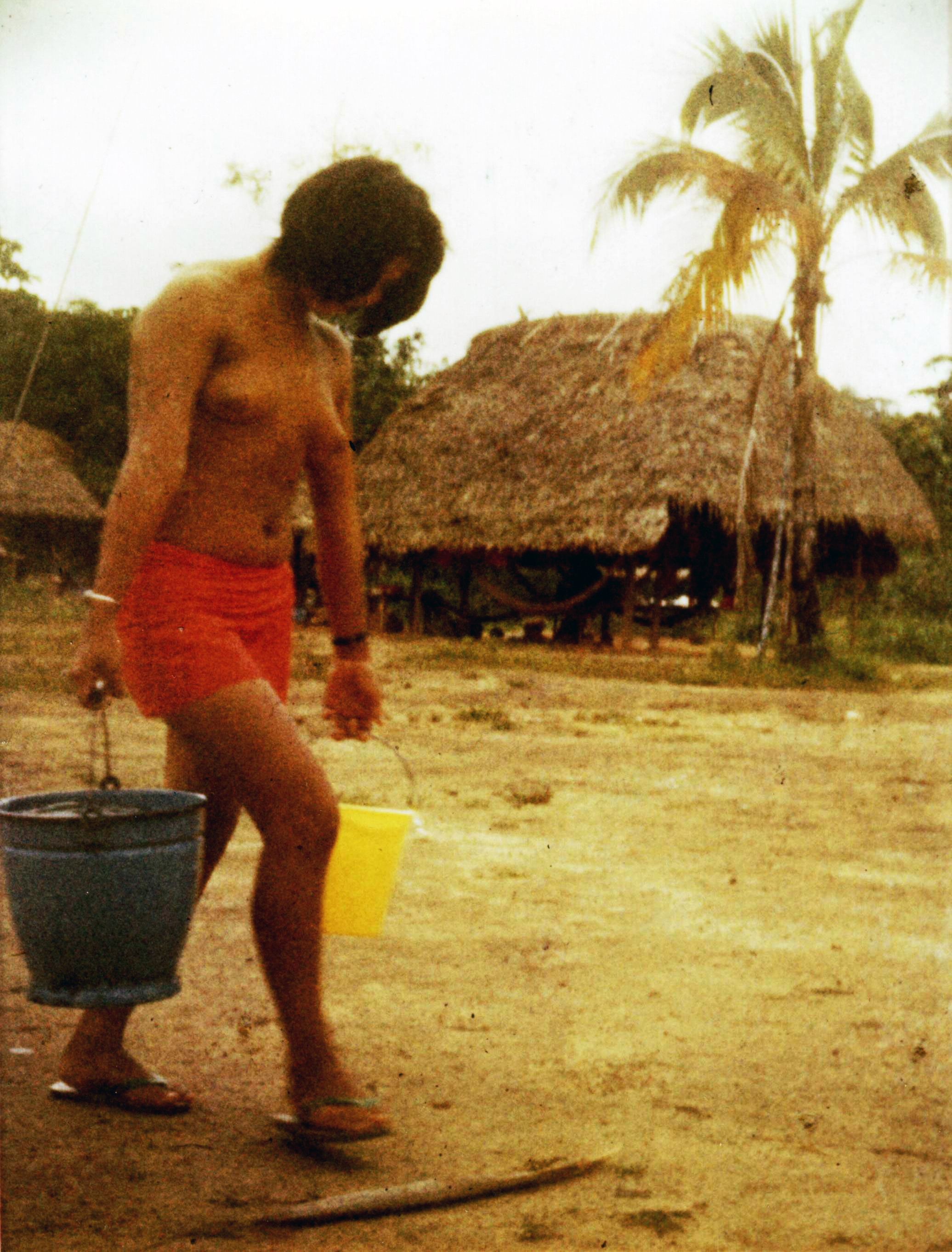
[Quoi ?]
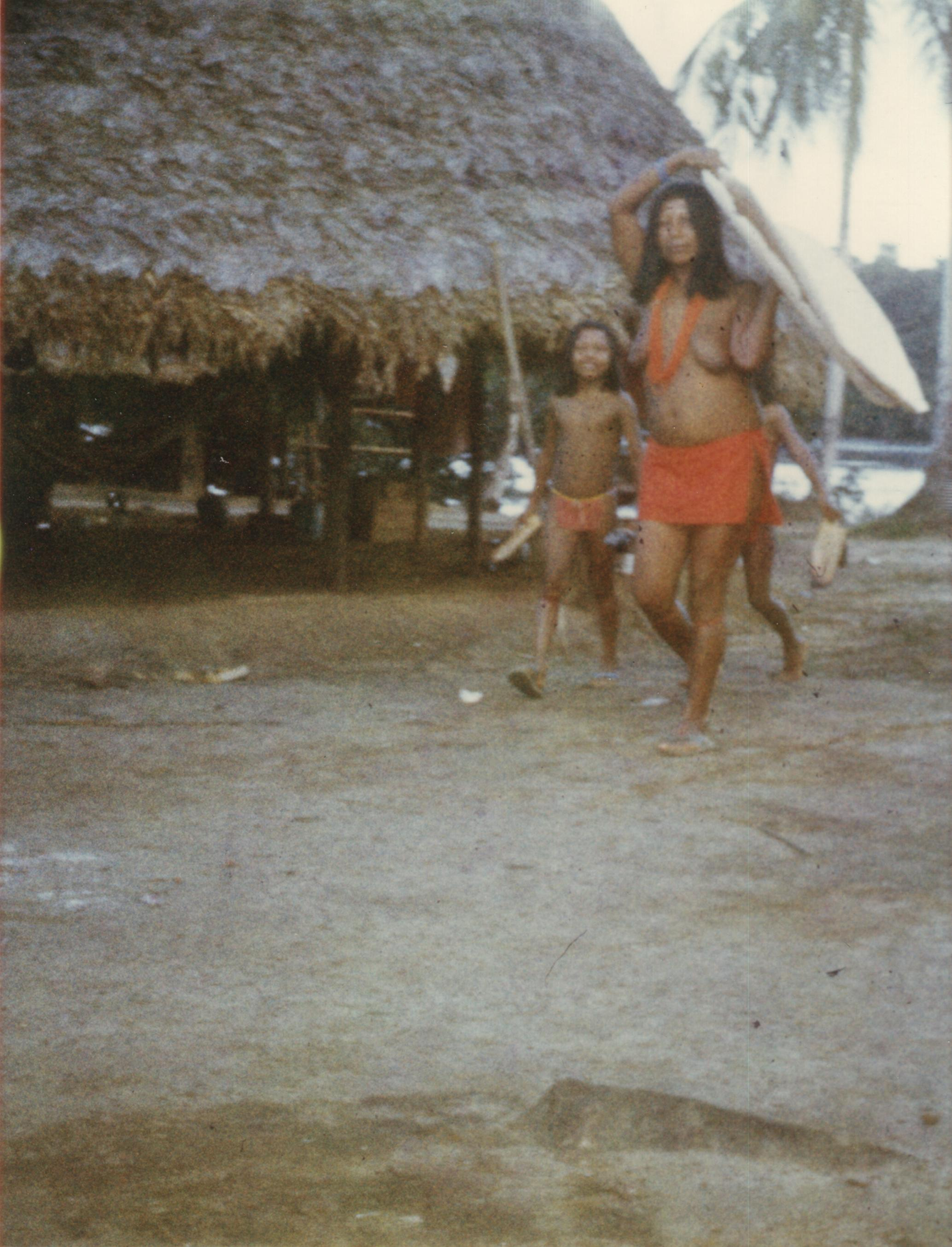
[Quoi ?]
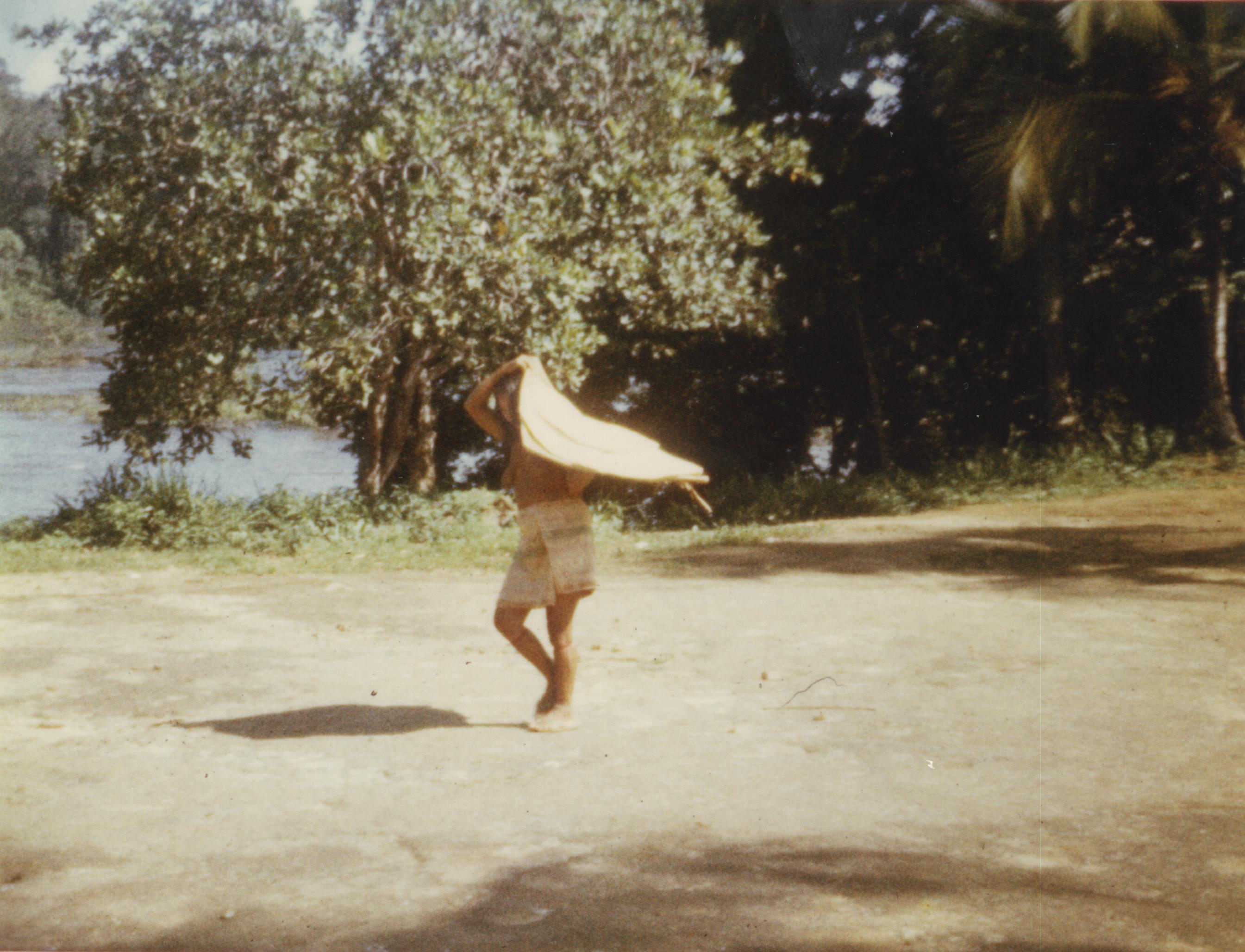
Transport de cassaves (galettes de manioc)
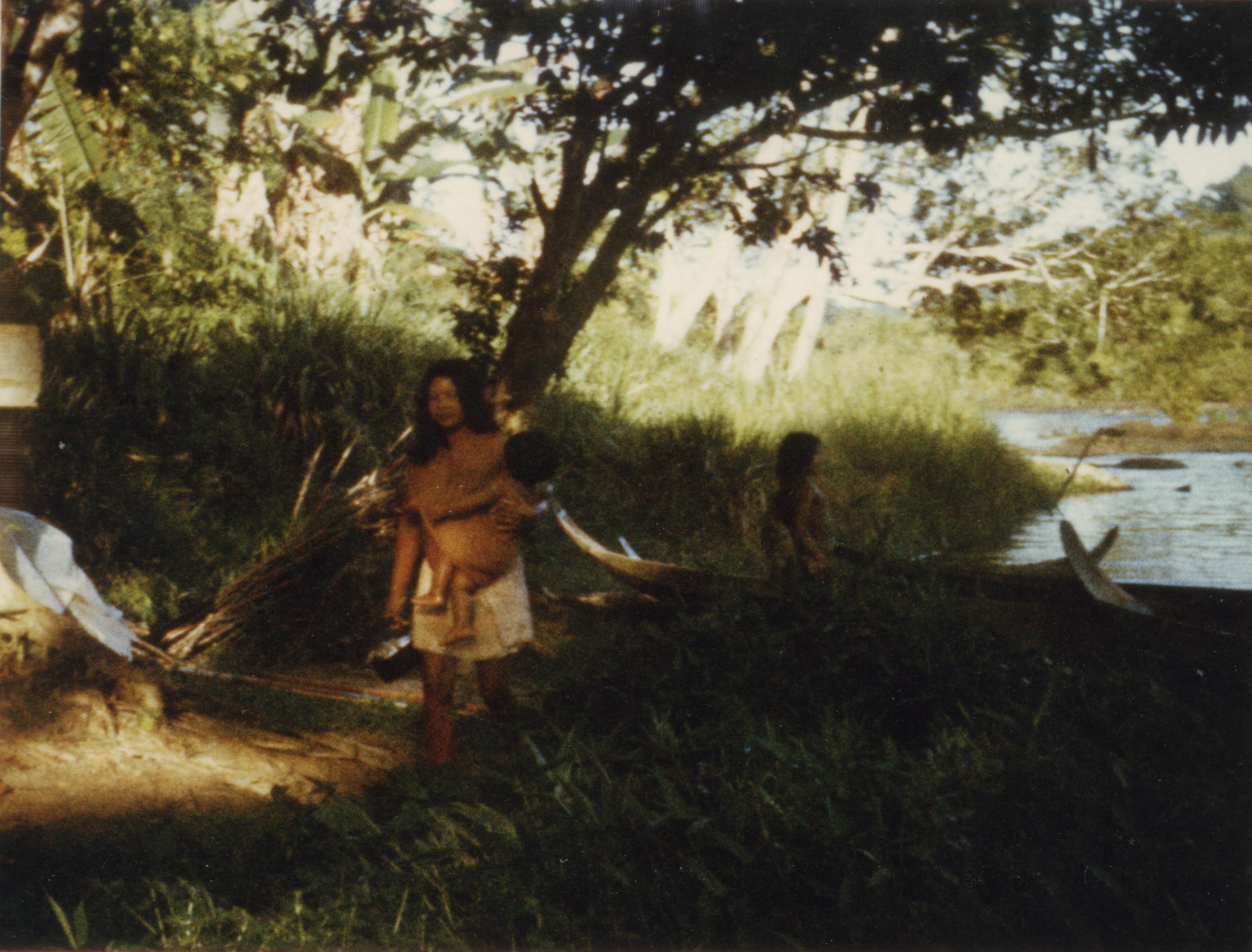
[Quoi ?]
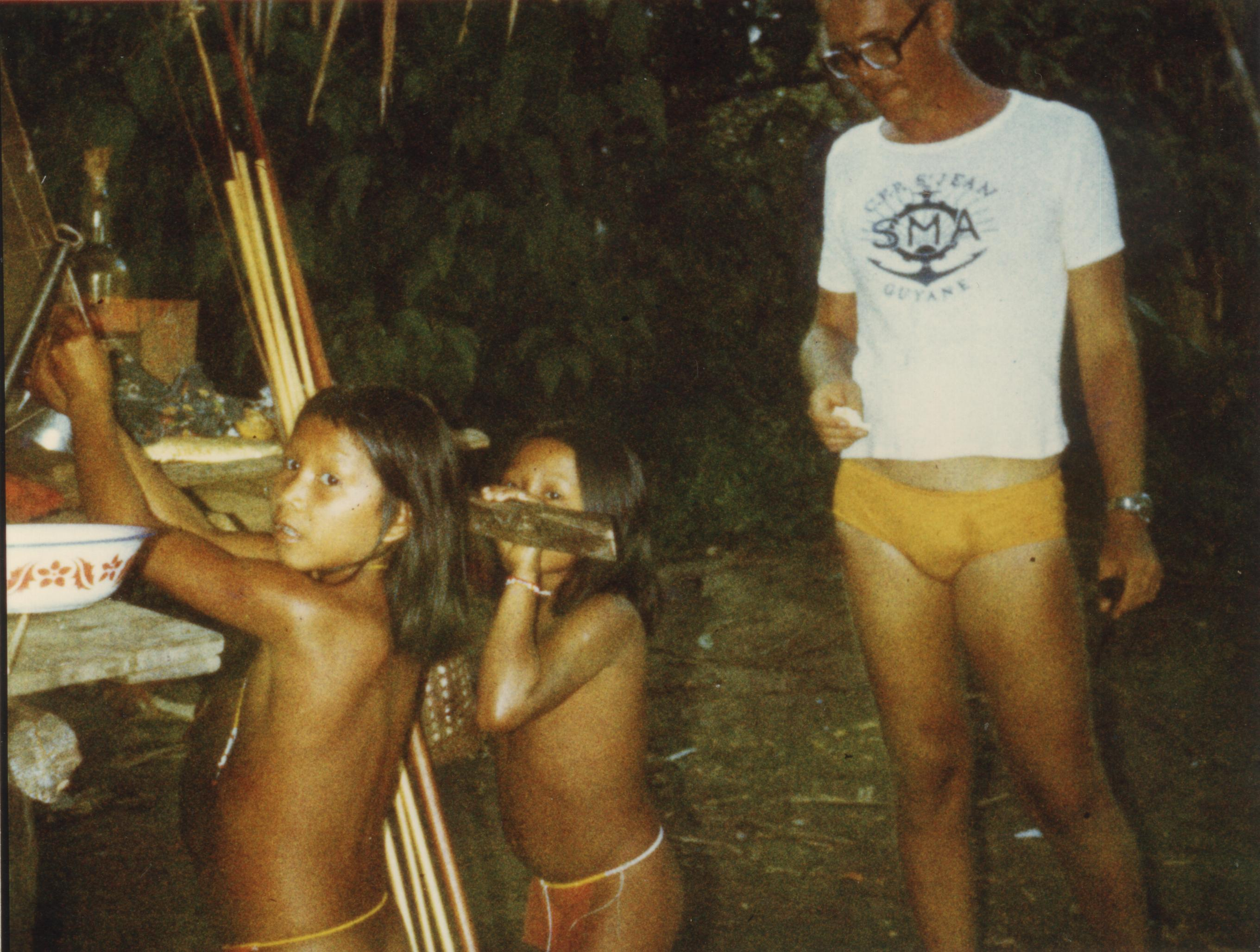
[Quoi ?]
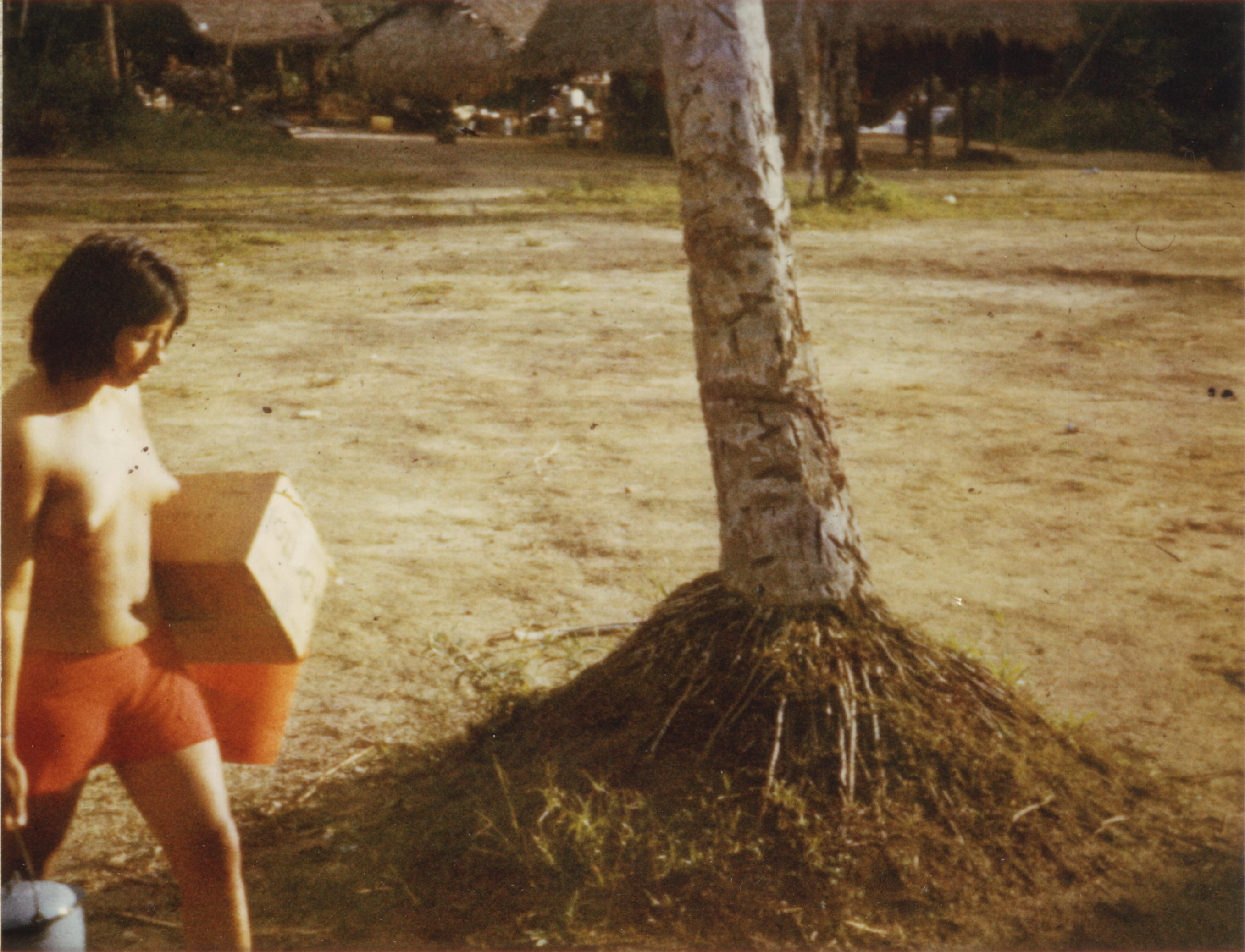
[Quoi ?]

### Littérature orale
- (pt) Eliane Camargo, Da oralidade à escrita : relatos de homens e mulheres wayana : textos colhidos e trad. por Eliane Camargo, Paris, Association d'ethnolinguistique amérindienne, 1995, 52 p.
- Eliane Camargo et Hervé Rivière, « Trois chants de guerre wayana », Revue Amerindia, nos 26-27,‎ 2001-2002, p. 37.
- Jean Chapuis, Wayana eitoponpë : une histoire orale des Indiens Wayana / recueillie, coordonnée, présentée et annotée par Jean Chapuis. suivi du Kalau : recueilli et coordonné par Hervé Rivière, Cayenne, Ibis rouge, 2003, 1065 p.
- Akama Opoya et Didier Maurel (ill. Jean Bossard), Histoire du ciel et du jaguar : conte wayana de Guyane : histoire racontée par Grand-mère Alimina ; transcription en wayana, Akama Opoya…, L'Harmattan, 2014, 15 p..

### Études
- [Ali et Ailincai 2013] (en) Maurizio Ali et Rodica Ailincai, « Learning and Growing in Indigenous Amazon: The Education System of French Guiana Wayana-Apalaï Communities », Procedia - Social and Behavioral Sciences, vol. 106 « 4th International Conference on New Horizons in Education »,‎ 10 décembre 2013, p. 1742-1752 (ISSN 1877-0428, DOI 10.1016/j.sbspro.2013.12.196, HAL hal-01058188, S2CID 143099061).
- Alì, Maurizio et Ailincai, Rodica. (2014). “Child Development in Post-Colonial Contexts: Educational Change and Ethnic Transfiguration in a French Guiana Wayana-Apalaï Indigenous Community”. INTE2014 – International Conference on New Horizons in Education. Paris, France, juin 25-27.
- Cresswell R (1985) Technologie comparée des Wayana et Aluku de Guyane française in Par où passe la technologie. II. Techniques et culture, (6), 145-175 (résumé).
- Camargo, Eliane et Grenand, Pierre(2009), Les Wayana, Encyclopédies palikur, wayana et wayÃpi, fascicule 0, « Langue, milieu et histoire », CTHS.
- Camargo, Eliane (2008) “Identidade e alteridade em wayana. Uma contribuiçÃo linguística”, In Campos. Revista de Antropologia Social, UFPr. p. 105–137.
- Camargo, Eliane (2008) Wayana et Apalaï: Cohabitation culturelle et linguistique en Guyane, «Langues d'ici, langues d'ailleurs», Langues et Cité, Bolletin de l’observatoire des pratiques linguistiques, 6-7pp.
- Camargo, Eliane (2007) MediaçÃo: um desafio intercultural para os professores-mediadores wayana, Cadernos de EducaçÃo Escolar Indígena. 3º Grau Indígena. Barra do Bugres: UNEMAT Editora, v.5, n.1, p. 68-90.
- Camargo, Eliane (2006) Languages Situation: French Guiana, Encyclopedia of Language and Linguistics, 2nd edition, K. Brown (ed), Oxford, Elsevier.
- André Cognat (récit recueilli par Claude Massot), Antecume ou une Autre vie, Paris, Éditions Robert Laffont, coll. « Collection Vécu » (no 99), 1977, 337 p. (ISSN 0750-7755, OCLC 417596536, BNF 34704240, SUDOC 000588598).
- Chapuis, Jean (1998) La personne Wayana entre sang et ciel, Université Aix-Marseille 3, , 2 vol., 1082 p. (thèse de doctorat d'Anthropologie)
- Chapuis, Jean (2007) L’ultime fleur, Ekulunpï tïhmelë, Orléans, Les Presses universitaires d'Orléans, Encyclopédie wayana 1, [lire en ligne]
- De Goeje, Claudius Henry (1941) Les Indiens Wayana, Bijdragen tot de taal-, land-, en volkenkunde van Nederlandsch-Indië, 100, Traduit du néerlandais par Rudy Kousbroek et Mme J.H. Sarrailhé van Hoogenhuyze, p. 1‑50.
- Carole Devillers, « What future for the Wayana indians? », National Geographic, Washington, National Geographic Society, vol. 163, no 1, 1983, p. 83.
- Duin, Renzo (2002-2003) Wayana architectuur in zuidoost-Suriname: bouwen naar de oorsprongsmythe, SOJ ABundel, p. 41-51.
- Duin, Renzo (2001) A Wayana potter in the rainforest of French Guyana/Suriname, Newsletter of the Department of Pottery Technology, 18(19), p. 45-58.
- Duin, Renzo (2009) Wayana socio-political landscapes: Multi-scalar regionality and temporality in Guiana, Ph.D., University of Florida, United States - Florida, 580 p.
- Duin, Renzo ; Toinaike, Kilian; Alupki, Tasikale; Opoya, Aimawale (2015) Archaeology of engagement: indigenous people, social memory, and making history in the Upper Maroni Basin (Northern Amazonia), Current Anthropology, 56(5), 753-761.
- Kulijaman, Mataliwa et Camargo, Eliane (2007) Kaptëlo. L’origine du ciel de case et du roseau à flèches chez les Wayana (Guyanes), Gadepam, CTHS.
- Morgado, Paula (2003) Os Wayana e os Viajantes: construindo imagens em mÃo dupla. (Tese de doutoramento). Departamento de Antropologia, FFLCH, Université de São Paulo.
- Fleury, Marie (1999), « Dénomination et représentation des végétaux en forêt tropicale : étude comparative chez les Amérindiens wayana et les Noirs marrons aluku de Guyane française », In Bahuchet S., Bley D., Pagezy H., Vernazza-Licht N. (Ed.) L'homme et la forêt tropicale, Ed de Bergier, SEH : 31-44.
- Fleury, Marie (2000) « L’agriculture wayana : une transition viable », in Genand P. (ed.), Les Peuples des Forêts Tropicales aujourd’hui, Volume IV. Région Caraïbes, Guyanes, Belize. Programme APFT. Bruxelles : 151-161.
- Fleury, Marie (2007), « Remèdes wayana, Wayana epit », coédition CRDP-GADEPAM, Cayenne, 112 p.
- Fleury, Marie (2007), « Du piment de l’agouti à la fiente d’aigle harpie : les animaux entre aliments, maux et remèdes chez les Wayana (Guyane française) », in Dounias E., Motte-Florac E., Mesnil M., Dunham M. (eds). Le symbolisme des animaux. L’animal clef-de-voûte dans la tradition orale et les interactions homme-nature. Paris, IRD, DVD Collection “Colloques et Séminaires” : 835-855.
- [Fleury et al. 2016] Marie Fleury, Tasikale Alupki, Aimawale Opoya et Waiso Aloïké, « Les Wayana de Guyane française sur les traces de leur histoire », Revue d’ethnoécologie, Laboratoire Éco-anthropologie et Ethnobiologie, no 9,‎ 2016, p. 1-43 (ISSN 2267-2419, DOI 10.4000/ethnoecologie.2711).
- Grenand Françoise , Indiens de Guyane : Wayana et Wayampi de la forêt (avec photographies de Jean-Marcel Hurault et préface de Claude Lévi-Strauss), Autrement, Paris, 1998, 198 p.  (ISBN 2-86260-824-6)
- Grenand, Pierre (2006) Ethnogenèse de l’est de Guyanes : que faire des témoignages anciens ? communication effectuée dans Guiana ameríndia: história e etnologia. Belém.
- Grenand, Pierre (1972) Différents traits d’acculturation observés chez les indiens Wayana et Waiãpi de Guyane Française et Brésilienne. In : Jaulin, R. (org.). De l’ethnocide. Paris : Union Générale d’Editions. p. 159-175.
- Hurault, Jean-Marcel (1968) Les Indiens Wayana de la Guyane française : structure sociale et coutume familiale, ORSTOM, Paris, 152 p. + pl.  (ISBN 2-7099-0758-5) (avec Google Livres)
- Hurault, Jean-Marcel (1965) La Vie matérielle des Noirs réfugiés Boni et des indiens Wayana du Haut-Maroni : agriculture, économie et habitat, ORSTOM, Paris, 142p
- Hussak van Velthem, Lúcia. (2000) [1992], A pele do tuluperê: uma etnografia dos trançados Wayana-Aparai, Funtec, Belém.
- Morgado Paula (1994), O pluralismo médico wayana-aparai: uma experiência intercultural. Mémoire de D.E.A Departamento de Antropologia, FFLCH, Universidade de São Paulo.
- Pagezy, H., et Jegu, M. (2002). Valeur patrimoniale de Serrasalminae herbivores du Haut Maroni (Guyane française) : approches biologique et socioculturelle en pays wayana. Bulletin français de la pêche et de la pisciculture, (364), 49-69.
- Schoepf D, « Historique et situation actuelle des Indiens Wayana-Aparai du Brésil », Bulletin du Musée d'ethnographie de la ville de Genève, no 15, 1972, p. 33-64.
- Schoepf, D. (1986). Le récit de la création chez les Wayana-Aparai du Brésil. Musée d'ethnographie de la Ville de Genève. Bulletin annuel, (29), 113-138.
- Schoepf, D. (1979). La marmite Wayana, cuisine et société d’une tribu d’Amazonie. Musée d’ethnographie, Genève.
- Schoepf, D. (1971). Essai sur la plumasserie des Indiens Kayapo, Wayana et Urubu-Brésil. Musée d'ethnographie.
- Schoepf, D. (1976). Le japu faiseur de perles: un mythe des Indiens Wayana-Aparai du Brésil. Bulletin annuel du Musée d'ethnographie de la Ville de Genève, Genève, (19), 55-82 (http://cat.inist.fr/?aModele=afficheN&cpsidt=12609212 résumé]).
- Francis Dupuy, « Wayana et Aluku: les jeux de l'altérité dans le haut Maroni », dans Histoires, identités et logiques ethniques: Amérindiens, créoles et noirs marrons en Guyane, Éditions du comité des travaux historiques et scientifiques, coll. « Le regard de l'ethnologue », 2008 (ISBN 978-2-7355-0662-0, OCLC 232311501, lire en ligne )

#### Publications faites par les wayanas
- Akajuli, Asiwae, Ikale, Kulitaikë et Mataliwa 2019 Itënëimëk. Kunolo, Ateliers d’anthropologie (hors-série). En ligne : https://journals.openedition.org/ateliers/10875
- Camargo, Eliane et Tapinkili. A paraître. Wajana omi jatëku. Wayana au cœur des mots Dictionnaire analogique wayana-français/français-wayana, Ipe éditions. Version préliminaire en ligne : https://www.vjf.cnrs.fr/celia/FichExt/Dic_alphas/wayana_francais/index.htm
- Kuliyaman, Mataliwa et Eliane Camargo, Kaptëlo. L’origine du ciel de case et du roseau à flèches chez les Wayana (Guyanes), Gadepam, Cayenne/CTHS, Paris, 2007.
- Kulijaman Mataliwa et Déléage Pierre, « Imilikut eitoponpë : inscriptions originelles wayana », Vacarme, 2012/1 (N° 58), p. 204-217. DOI : 10.3917/vaca.058.0204. https://www.cairn.info/revue-vacarme-2012-1-page-204.htm

### Filmographie
- La liane mystérieuse des Wayana, film documentaire de Luc Riolon, IRD Audiovisuel, Bondy, 2004, 26 min (DVD).
- Dirty Paradise, film documentaire de Daniel Schweizer, Suisse/France, 2009, 70 min, dans lequel le réalisateur donne la parole à Parana (qui fut le héros d'un livre pour enfant ; Parana le petit indien, par D Darbois et F Mazière) et à ses trois enfants, ainsi qu'à des Wayana de Guyane et du Surinam victimes des orpailleurs (extraits sur You Tube) site web.
- « Kalimata, ou l'art de la poterie chez les Wayana », film documentaire de Marie Fleury, GADEPAM, Cayenne, 2007, 26 min (DVD).
- Guyane, au cœur du voyage (4e partie, 5e partie), Guillaume Levet (You tube)
- la loi de la Jungle, P Lafaix (You tube)
- Jeunes marins reporters, série documentaire sur le séjour de jeunes Français parmi les Wayanas à Antécume-Pata
- Wayana eitoponpë : une histoire Wayana, court métrage de Julien Morand et Tanguy Giroud, 2018, 6 min (film sur YouTube)
- Olivier Pekmezian, « La Ligne Bleue Wayana, les enfants de la forêt », Documentaire, 52 min, 13 septembre 2023 (consulté le 17 septembre 2023)